# Schloss Rochsburg

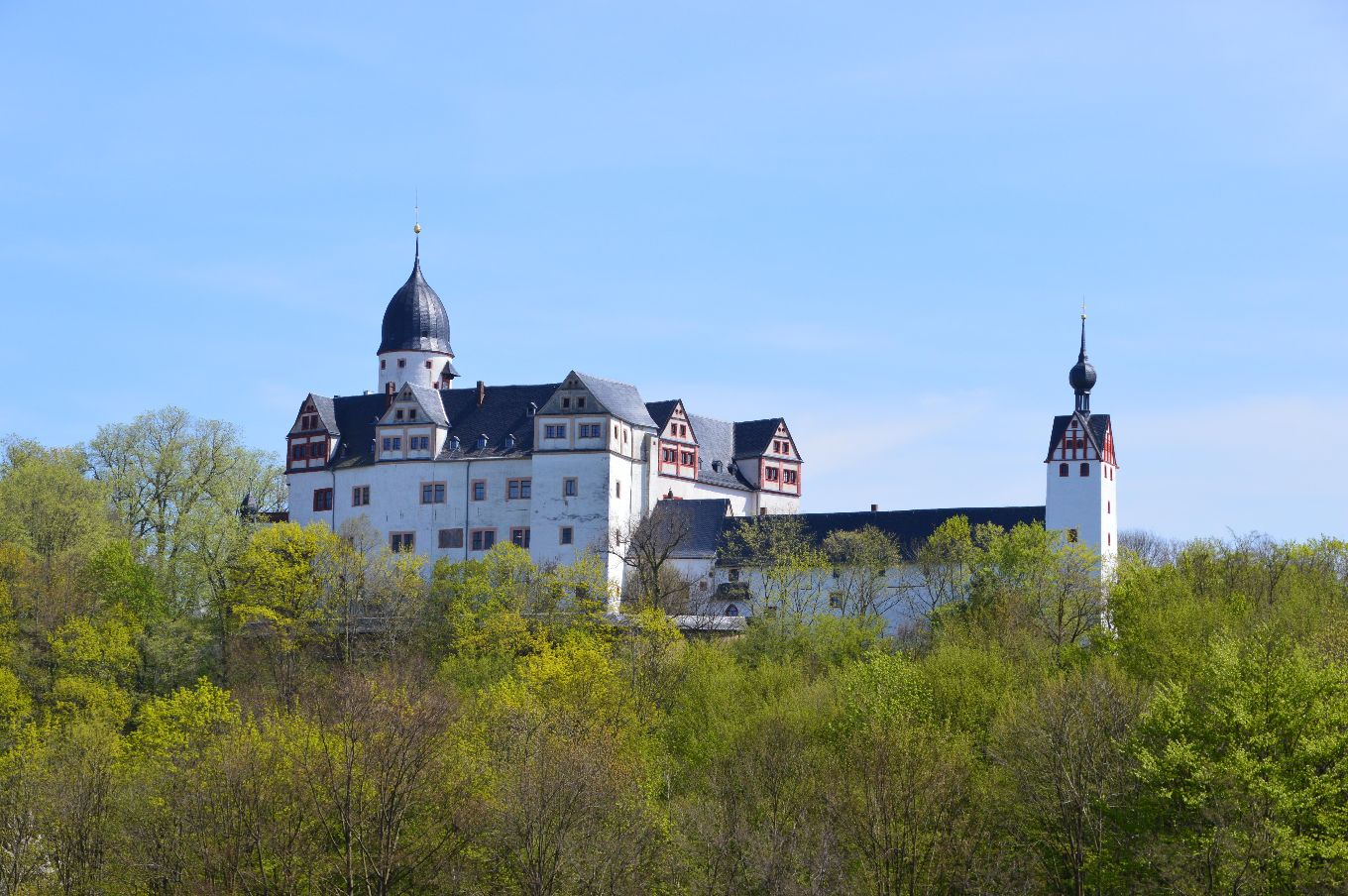
Schloss Rochsburg im März 2020

Das vermutlich im späten 12. Jahrhundert gegründete Schloss Rochsburg steht auf einem dreiseitig von der Zwickauer Mulde umflossenen Felssporn über dem Dorf Rochsburg, einem Stadtteil von Lunzenau in Sachsen. Es befindet sich im Landschaftsschutzgebiet Mulden-Chemnitztal und wird vollständig umschlossen vom FFH-Gebiet Mittleres Zwickauer Muldental, vom Vogelschutzgebiet Täler in Mittelsachsen sowie vom Naturschutzgebiet Um die Rochsburg.
Die mittelalterliche Gesamtanlage und ihre Untergliederung in Hauptburg, Vorburg und zwei Zwingeranlagen ist noch gut zu erkennen. In seiner heutigen Erscheinung stammt das Schloss jedoch aus der Spätgotik und der Renaissance. Seine Hauptbauphasen datieren ab 1470 und ab 1548; es handelt sich um ein bedeutendes Beispiel der Renaissancearchitektur in Sachsen. Schloss Rochsburg zählt deshalb zu den bedeutendsten sächsischen Burgen und ist somit gleich zweifach als hochrangiges Denkmal eingestuft – einmal als Burg und zudem als Schloss (Kulturdenkmale im Freistaat Sachsen, Denkmaldokument Nr. 09307167 und Nr. 09236464): „heutige Gestalt vor allem durch Wiederaufbau in der Mitte des 16. Jahrhunderts unter Wolf II. von Schönburg (1532 - 1581) geprägt, einer der bedeutendsten und prägnantesten sächsischen Feudalsitze, insbesondere durch die Verbindung zu Arnold von Westfalen und der Besitzerfamilie von Schönburg herausragende Bedeutung für die sächsische Kunst- und Landesgeschichte, zudem von hohem städtebaulichen (ortsbildprägenden) und landschaftsgestaltenden Wert.“
Über Jahrhunderte bildete die Rochsburg den namensgebenden Mittelpunkt im sächsischen Amt Rochsburg.

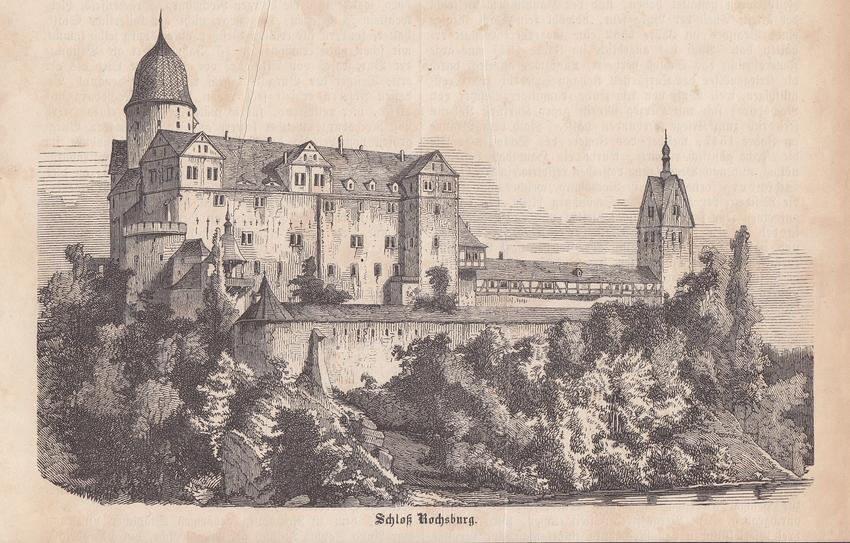
Schloss Rochsburg von Norden, um 1860, Holzschnitt (11 × 18 cm)

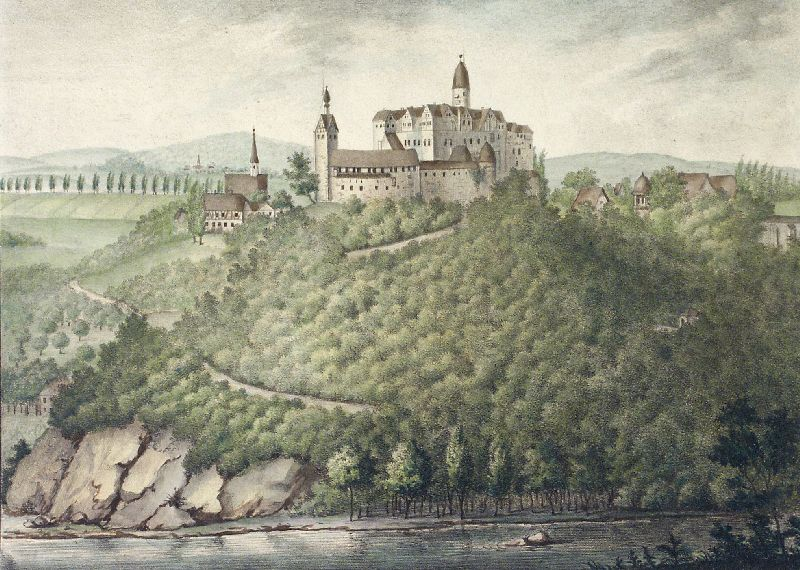
Schloss Rochsburg von Süden, um 1830, kolorierte Lithografie (26 × 36 cm)

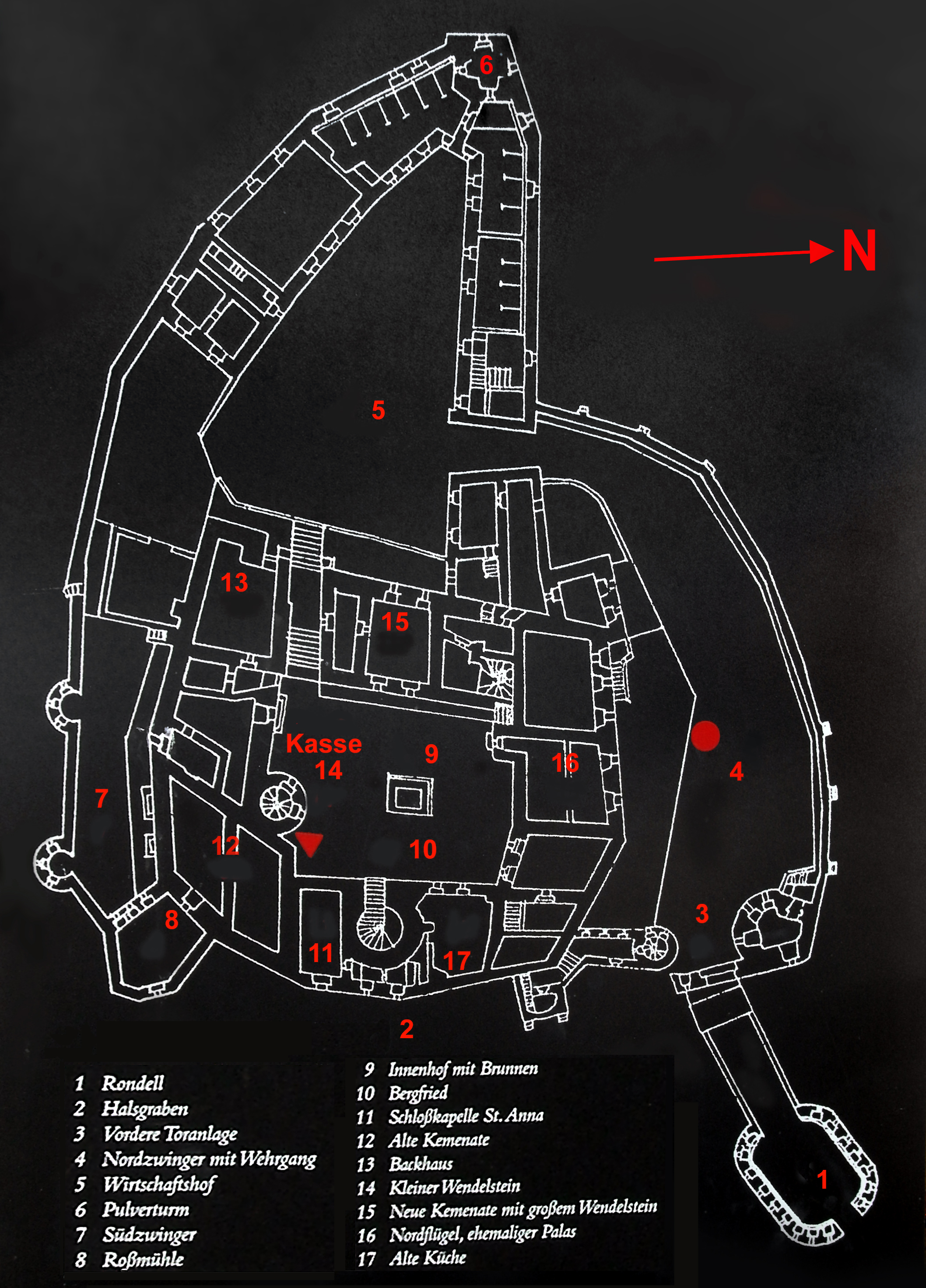
Örtliche Infotafel (Lageplan)

## Geschichte

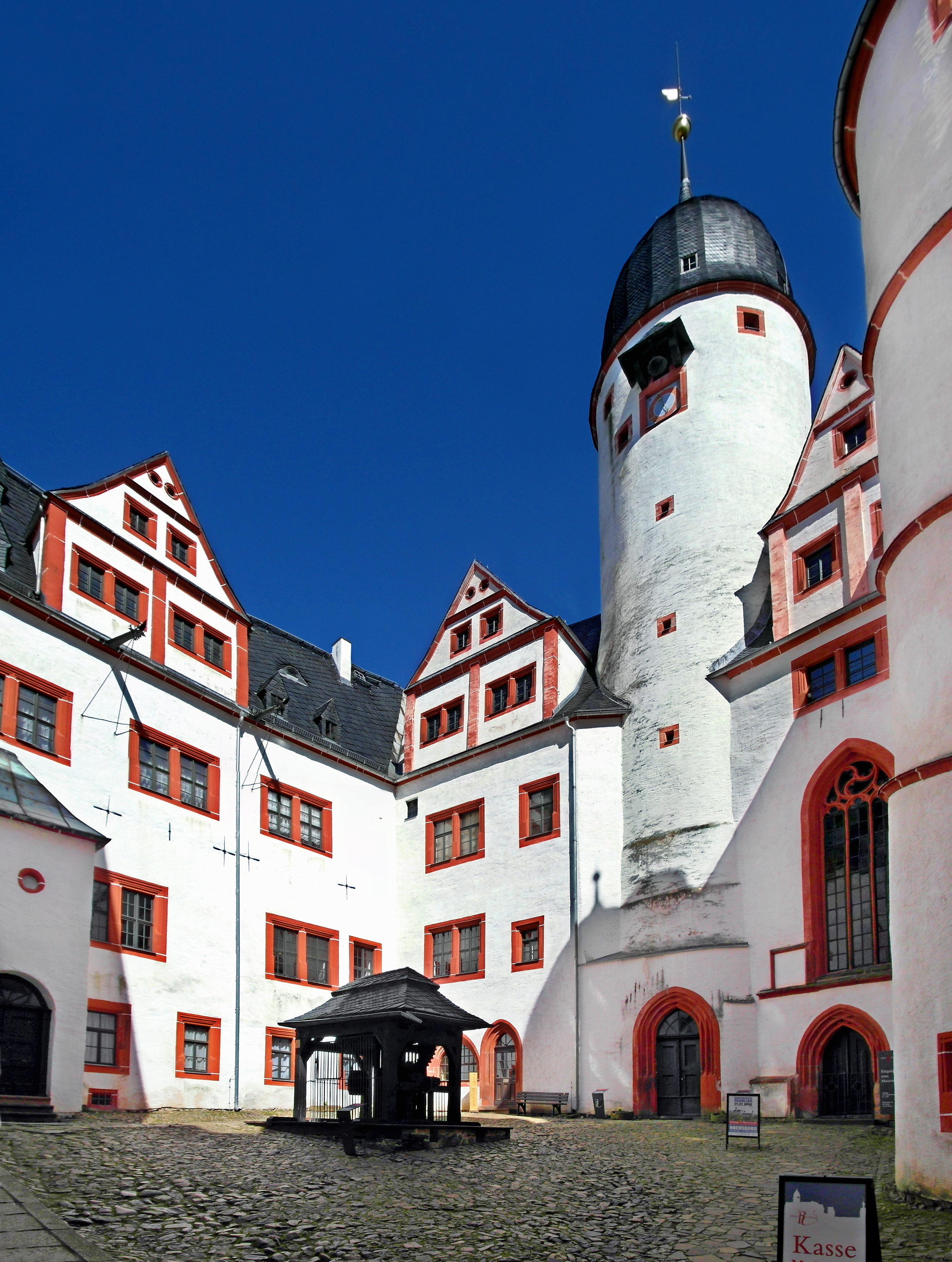
Schloss Rochsburg, Hof mit Brunnen

Die erste urkundliche Erwähnung eines „Gunteros de Rochsberg“ (gestorben um 1220) findet sich 1195 in einer wettinischen Urkunde über einen fünf Jahre zurückliegenden Vorgang. Obwohl dieser „Gunteros de Rochsberg“ seit den 1190er Jahren mehrmals erwähnt wird, ist nicht sicher, ob die Burg bereits vor 1200 errichtet wurde. Auch im frühen 13. Jahrhundert erscheint der Name der Herrschaft Rochsburg mehrmals in Urkunden. Vermutlich war Gunteros de Rochsberg ein wettinischer Beamter, der mit dem benachbarten Gau Rochlitz in Verbindung stand. 1283 ist das Jahr der ersten Erwähnung der Burggrafen von Altenburg als wettinische Lehnsnehmer der Rochsburg. Die früheste direkte urkundliche Erwähnung eines „castrum Burggravii Rochsberg“ findet sich in einer Urkunde des Burggrafen Dietrich II. von Altenburg (1291 bis 1303, Rochsburger Linie) vom 22. Juli 1296. Hier wird die Rochsburg als bevorzugter Wohnort des Burggrafen genannt.
Durch Heirat kam die Anlage 1329 an Otto von Leisnig, dessen Nachfahr Albrecht II. von Leisnig sich durch Finanzsorgen dazu genötigt sah, die Herrschaft Rochsburg am 10. März 1448 an Heinrich, Herrn zu Gera, zu veräußern. Die Herren zu Gera verpfändeten ihre neuerworbene Grundherrschaft bereits vier Jahre später an Zschaslaw von Schönfeld für 1500 Schock Freiberger Groschen über eine Zeit von fünf Jahren. Da dieser sein Geld nicht zurückerhielt, wurde Rochsburg wettinisches Amt und Zschaslaw von Schönfeld sein Amtmann. Am 28. Oktober 1467 nahm der Graf von Hohnstein die Rochsburg im Handstreich. Was ihn dazu bewegt hatte, konnte bisher noch nicht ergründet werden. Zwei Jahre lang blieb er unbehelligt, ehe 1469 kursächsische Truppen die Abwesenheit des Grafen zur Rückeroberung nutzten.
Die Anlage ging 1470 gegen Zahlung von 4000 Gulden als Pfand an den politisch einflussreichen kurfürstlichen Ratgeber und Oberhofmarschall Hugold IV. von Schleinitz (1435–1490), der ab 1470 umfangreiche, 12 Jahre währende Aus- und Umbaumaßnahmen zu einem Schloss einleitete. Es entstand unter Einbeziehung der älteren, einzeln stehenden Bauten eine geschlossene Vierflügelanlage nach dem Vorbild des ab 1468 modernisierten kurfürstlichen Schlosses zu Dresden. Ein kunstvoller Treppenturm auf rechteckigem Grundriss erschloss nun die Obergeschosse. Dieser Große Wendelstein gilt als eines der ersten von vornherein innen liegend geplanten Treppenhäuser in Schlossanlagen. Diese Arbeiten betreute der Oberlandesbaumeister Arnold von Westfalen, einer der bedeutendsten Architekten seiner Zeit in Mitteleuropa. Doch allzu lange konnte sich Hugold IV. von Schleinitz nicht an der Rochsburg erfreuen. Nach langwierigen Verhandlungen vor dem Landesgericht erging 1488 der Beschluss, dass er das Schloss gegen Rückzahlung seiner 4000 Gulden Pfandsumme und weiteren 4000 Gulden als Entschädigung für die Baukosten an Herzog Albrecht von Sachsen zurückzugeben habe.
Wieder verwalteten Vögte das nunmehr herzogliche (albertinische) Amt Rochsburg. Im Jahr 1503 brannte die Rochsburg völlig aus, Unachtsamkeit in der Küche war die Ursache. Die Brüder Heinrich und Götz von Ende auf dem benachbarten Kriebstein nutzten die Gunst der Stunde und tauschten ihre Herrschaft Kriebstein gegen die Rochsburger Grundherrschaft ein.
Als kurfürstliche Truppen 1547 während des Schmalkaldischen Krieges das schwach besetzte Schloss plünderten und niederbrannten, verkaufte Heinrichs Sohn Wolf von Ende Schloss und Herrschaft Rochsburg für 60.000 Gulden an die drei Herren Georg, Hugo und Wolf II. von Schönburg, die damit ihre umfangreichen Besitzungen im oberen Tal der Zwickauer Mulde erweiterten. Diese bauten die ruinierte Anlage schon ein Jahr später nicht nur wieder auf, sondern gaben ihr mit den Zwerchhäusern und neuen Fenstergewänden das Aussehen, das heute noch die Anlage prägt. Eine Inschrift in der Kapelle erinnert an diesen Wiederaufbau von 1548 bis 1553. Auch die Schäden eines weiteren Brandes im Jahr 1582 behoben die Schönburger unter Wolf III. zügig; damals wurden fast alle hölzernen Decken in den Schiffskehlenformen erneuert, die noch heute zu sehen sind. Auch der erhaltene Fachwerkwehrgang im Nordzwinger stammt noch aus dieser Zeit. 1574 entstand vor den Toren des Schlosses ein zweigeschossiges Lusthaus auf rundem Grundriss, das heute das letzte erhaltene Beispiel dieses Bautyps in Sachsen darstellt. 1637 wurde Christian Ernst von Schönburg durch Kauf alleiniger Besitzer der Rochsburg. Sein besonderes Augenmerk lag auf der Ausgestaltung der Gartenanlage des Schlosses.
Im Jahr 1570 hatte Wolf von Schönburg (Lebensdaten?) Paul Held als Hofprediger nach Rochsburg berufen. Wolf war in zweiter Ehe mit Johanna Freiin von Scharfenberg verheiratet. Nach 1570, aber vor 1588, verstarb dieser Wolf von Schönburg. Im Jahr 1790 zogen Bauern aus der Gegend von Burgstädt vor die Rochsburg und verlangten Einsicht in das Frohnregister, um herauszufinden, ob die von ihnen verlangten Abgaben korrekt sind. Es wird ihnen verweigert.
Zunehmende finanzielle Schwierigkeiten bewogen den damaligen Besitzer Graf von Schönburg-Waldenburg 1911 dazu, der Öffentlichkeit einige Räume im Schloss als kleines Museum zugänglich zu machen. Außerdem wurden ab Mitte der 1920er Jahre einige Zimmer als Herberge an katholische Gäste vermietet. Im März 1932 wurde dann eine anfänglich rein katholische Jugendherberge mit insgesamt 50 Plätzen in der Hauptburg eröffnet. Die Jugendherberge wurde 1934 durch die Hitlerjugend übernommen, die dort schon im folgenden Jahr ein Schulungslager einrichtete, bevor die Herberge von der Hitlerjugend schließlich als Wehrertüchtigungslager genutzt wurde. Im August 1948 wurde die Jugendherberge, ab 1951 unter dem Namen „Heinrich Heine“, wiedereröffnet. 1960 wurde die Kapazität von 150 auf 170 Plätze erweitert. Die höchste Auslastung wurde 1967 mit 36.340 Übernachtungen erreicht. Im Zweiten Weltkrieg wurde das Schloss auch als Auslagerungsort für wertvolle Kulturgüter genutzt.
Die Rochsburg blieb von 1548 bis 1945 im Besitz des 1700 in den Grafenstand erhobenen Geschlechts von Schönburg. 1945 wurde die Adelsfamilie im Rahmen der Bodenreform enteignet, und die Anlage kam an das Land Sachsen. Drei Jahre nach Ende des Zweiten Weltkriegs wurde das Museum auf erweiterter Grundfläche wieder eröffnet und zeigt seither Einrichtungsgegenstände aus dem 16. bis 19. Jahrhundert. Auch die Jugendherberge öffnete in jenem Jahr wieder ihre Pforten und wurde 1998 endgültig geschlossen.
Im Jahr 1952 übernahm der damalige Landkreis Rochlitz die Rochsburg. Nachdem dieser 1992 im Landkreis Mittweida aufging, führte zunächst Mittweida die Nutzung weiter, seit 2002 der Landkreis Mittelsachsen. Das Museum im Schloss wird seit 2009 von der Mittelsächsischen Kultur gGmbH betrieben.
Am 28. Oktober 1980 wurde das Burgareal als Bodendenkmal eingetragen. Volkmar Geupel vermerkt für das Areal 1983 keine Funde.
Von 1991 bis 1997 wohnte Joachim Graf von Schönburg-Glauchau (1929–1998) mit seiner Familie im Südflügel der Rochsburg.
Seit 2015 befindet sich im Wirtschaftshof des Schlosses die Schokoladenmanufaktur Choco Del Sol, die vor Ort Bean-to-Bar Schokoladen herstellt und vermarktet
sowie jährlich das internationale EuroBean Chocolate Festival veranstaltet.

## Bauliche Kurzbeschreibung
Die Anlage besteht (nach dem Umbau von 1470–1482) im Bautyp einer Kastellanlage aus einer vierflügeligen Kernburg mit den in die Anlage integrierten Resten eines spätromanischen Saal- oder Wohnbaus und dem um 1200 bzw. im frühen 13. Jahrhundert errichteten Bergfried in ihrem Zentrum. Die dicken, mehrschaligen Bruchsteinmauern der Burg sitzen teilweise unmittelbar auf dem Fels des Bergsporns (Gneisschiefer) auf; die Gebäudeecken sowie ausgezeichnete Architekturteile wie Fenster- und Türgewände sind aus dem für das Gebiet charakteristischen roten Rochlitzer Porphyrtuff gearbeitet. Die Zwerchhäuser wie auch die oberen Teile des Bergfrieds sind teilweise aus Backsteinen im Klosterformat ausgeführt worden. Dieser Rundturm wurde um 1620 unter Johann Georg von Schönburg um zwei zusätzliche Turmgeschosse auf 42 Meter Höhe in Backsteinmauerwerk aufgestockt und mit einer spitz zulaufenden barocken Turmhaube versehen. Erst 1842 wurde im Bergfried eine Treppe angelegt, die vom damals neu eingebrochenen Hofeingang ins erste Obergeschoss führt. Der ursprüngliche Zugang befand sich in etwa 10 Metern Höhe über dem Innenhof.
Ein großer Wirtschaftshof mit dreieckigem Grundriss und Pulverturm (1471–1475, obere Teile um 1550) ist der Kernburg vorgelagert. Hier befanden sich Pferdeställe, Remisen für Wagen und Geräte sowie Schüttböden und Wohnungen für Bedienstete. An drei Seiten von der Zwickauer Mulde umflossen, ist die Rochsburg durch natürliche Gegebenheiten gut gesichert und nur durch das untere Burgtor über eine Zugbrücke, die den Halsgraben überspannt, zu erreichen. Hieran schließt sich der Nordzwinger mit dem erhaltenen mittelalterlichen Fachwerkwehrgang (um 1582) an. Im Südzwinger ist nur noch die rohe Wehrmauer erhalten. Hier findet sich auch die Ruine einer Rossmühle.
Am oberen Burgtor von 1476 ist noch der ursprüngliche Metallbeschlag erhalten, der Spuren von Kampfhandlungen ausweist, wie Einschlagstellen von Armbrustbolzen sowie Einschusslöcher aus moderner Zeit. Das Tor führt zum quadratischen Innenhof der Kernburg. In dessen Mitte befindet sich ein auf das 12. Jahrhundert zurückgehender Ziehbrunnen, der 1470–1475 auf die heutige Tiefe von 53 Metern abgetäuft wurde. Das hölzerne Brunnenhaus und das Räderwerk entstanden im 18. Jahrhundert (erneuert).

## Turmuhr
Am Bergfried ist die noch voll funktionsfähige Turmuhr von 1640 zu sehen. Es handelt sich um eine Einzeigeruhr mit originalem Uhr- und Schlagwerk, die bei Sonderführungen besichtigt werden kann. Zum Stundenschlag ertönt die 1620 in Zwickau für dieses Uhrwerk gegossene tontiefere Schlagglocke mit einer umlaufenden Inschrift: HANS•HAVBENDACHER•HANS•RAMIG•ZU•ZWICKAV•HAD•MICH•GOSSEN•ANNO•16•20. Eine tonhöhere Glocke von 1474 wird für jede Viertelstunde innerhalb der angebrochenen Stunde je einmal angeschlagen; Die volle Stunde wird durch vier Schläge bezeichnet. Diese Glocke trägt am Glockenhals die Inschrift: Anno•d(omi)ni•m°•cccc°•lxxiiii°. Es handelt sich dabei um eine ehemalige Läuteglocke, die nachträglich in eine Schlagglocke umgewandelt wurde. Ihre Herkunft ist ungeklärt, doch möglicherweise hing sie früher in einem Glockenträger der spätgotischen Schlosskapelle. Die drei Steingewichte zum Antrieb von Werk, Zeiger und Glockenschlag können separat über eine Handkurbel mit Rollen aufgezogen werden. Seit der Restaurierung von 1999 mit Erneuerung des Ziffernblattes erledigt dies ein automatisch zugeschalteter Elektromotor.

## Schlosskapelle
Im Zuge des kompletten Umbaus der Burg zu einem modernen Schloss unter Arnold von Westfalen wurde um 1475 im Südflügel der Kernburg eine Kapelle zwischen Bergfried und alter Kemenate eingefügt. Diese Schlosskapelle St. Anna hat mehrere architektonisch bemerkenswerte Bestandteile aufzuweisen: Das Sakramentshaus aus rotem Rochlitzer Porphyr stammt aus noch katholisch geprägten vorreformatorischen Erbauungszeit. Ein hohes, dreibahniges Spitzbogenfenster -im Schlosshof- mit gotischem Maßwerk über dem ebenfalls spitzbogigen Westportal belichtet die Kapelle. Über der hölzernen Fürstenloge ist das Wappen der Grafen von Schönburg angebracht. Das 1997 restaurierte Netzrippengewölbe wurde vermutlich noch vor 1523 durch den Werkmeister Caspar Krafft eingebaut, der kurz darauf nach Halle gerufen wurde, um dort die Bauleitung an der Marktkirche Unser Lieben Frauen zu übernehmen, um sie mit einem der Rochsburger Kapellenwölbung ähnlichen Netzgewölbe einzuwölben.
Die beiden Schlusssteine im Netzrippengewölbe zeigen die Wappen der Familien von Schönburg (rot-silber-rot-silber) und von Ende (springender Wolf). Den Altar aus Sandstein fertigte 1576 im Stil der Spätrenaissance der Schlossmeister und Bildhauer Andreas Lorenz nach nunmehr evangelischem Bildprogramm. Es zeigt zwischen vollplastischen Säulen Reliefs mit Szenen aus der Passion Christi, u. a. ein Abendmahl in der Predella, eine vielfigurige Kreuztragung, darüber die Grablegung und Auferstehung Christi sowie die drei Frauen am Grabe. Eine von zwei Putten flankierte Steininschrift von 1548 erinnert an den Neuausbau des Schlosses unter Wolf II. von Schönburg.
Der Kapellenraum öffnet sich durch einen weiten Rundbogen zu einem ebenso hohen Nebenraum mit Kreuzgratgewölben aus einer älteren Bauphase der Burg. Hier ist heute eine moderne Pietà von Siegfried Hänel (1931–2004) aufgestellt. Durch ein Gitter in der Tür ist die Gruft der Grafen von Schönburg-Rochsburg in einem weiteren Nebenraum einsehbar.

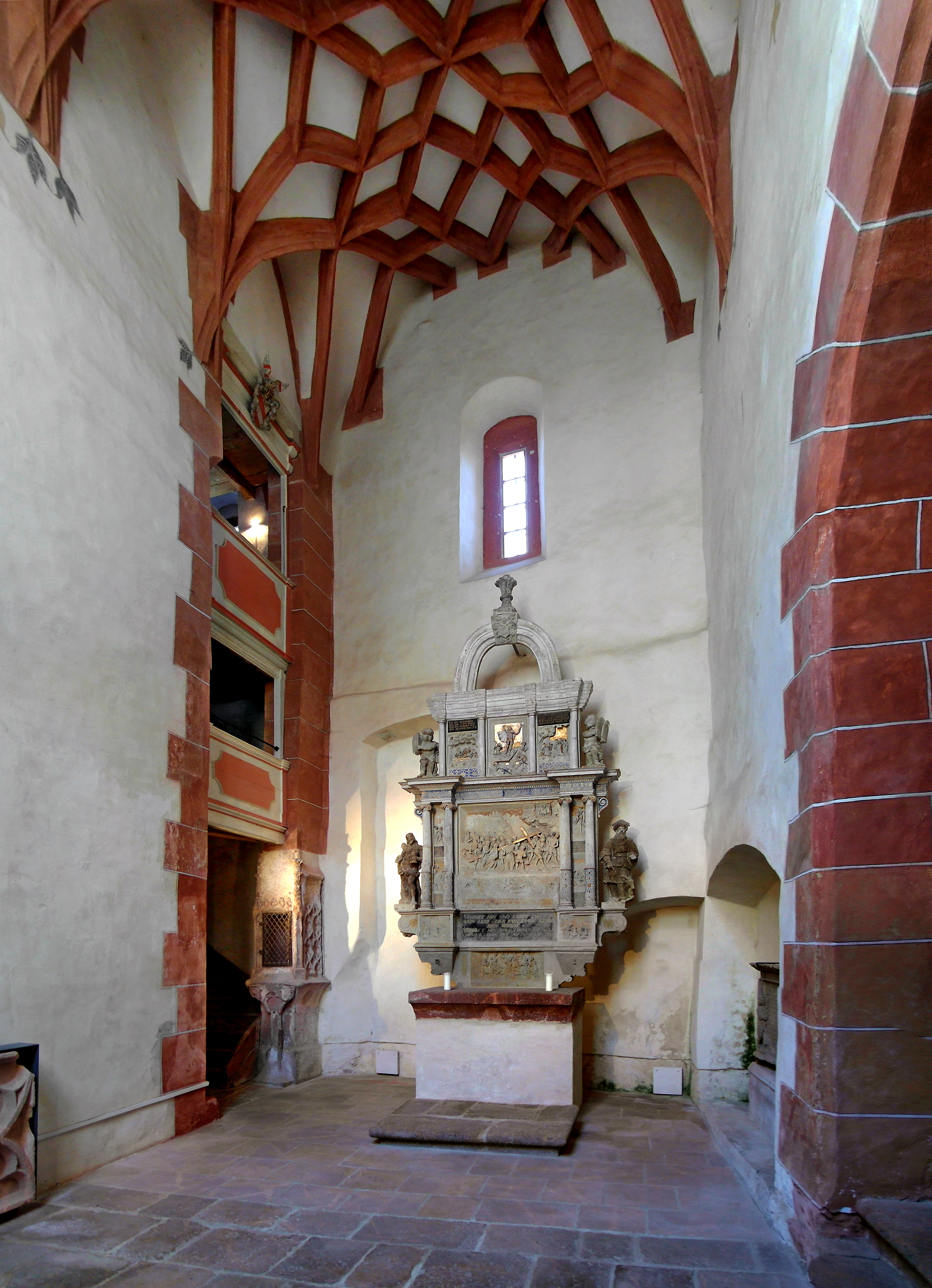
Kapelle
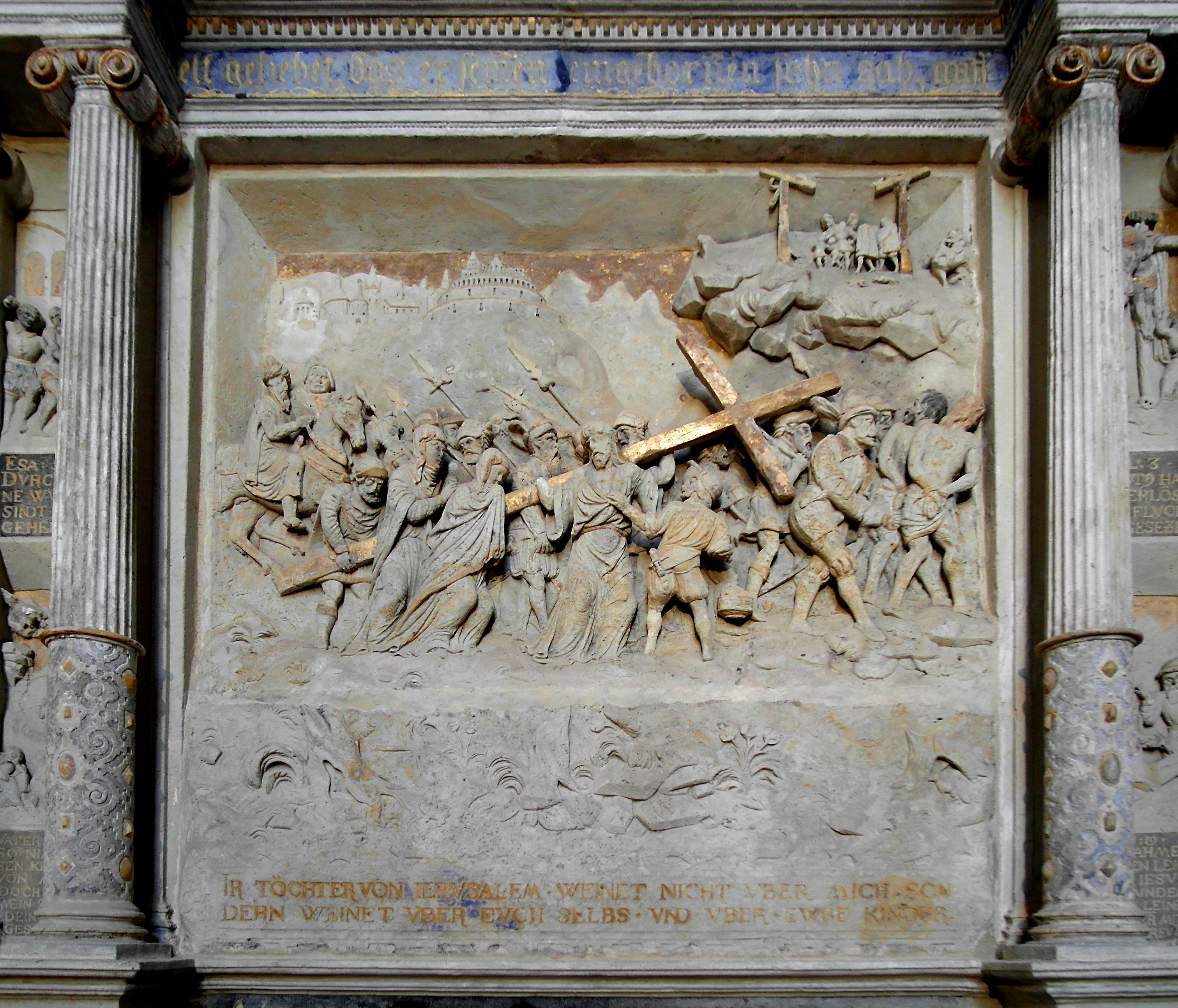
Altar mit Kreuztragung

## Gruft der Grafen von Schönburg-Rochsburg
In der um 1770 angelegten Gruft neben der Kapelle von Schloss Rochsburg ruhen in neun hölzernen oberirdischen Doppelsärgen die letzten Mitglieder des Familienzweiges Schönburg-Rochsburg, der mit Heinrich Ernst II. ohne männliche Nachkommen erloschen ist:
1. Heinrich Ernst I. (1711 bis 1777), Graf und Herr von Schönburg-Rochsburg
2. Magdalena Luise (1723 bis 1798), Gräfin und Herrin von Schönburg-Rochsburg – geborene Reichsfreiin von Elstern, Ehefrau von Heinrich Ernst I.
3. Friedrich Ernst (1748 bis 1770), Graf und Herr von Schönburg – erster Sohn von Heinrich Ernst I.
4. Heinrich Wilhelm Ernst (1751 bis 1816), Graf und Herr von Schönburg-Rochsburg – zweiter Sohn von Heinrich Ernst I.
5. Wilhelmine Eleonore Sidonie (1756 bis 1822), geborene Gräfin und Herrin von Schönburg – verwitwete Freiherrin von der Steyden, Tochter Heinrich Ernst I.
6. Heinrich Ernst II. (1760 bis 1825), Graf und Herr von Schönburg-Rochsburg – vierter Sohn von Heinrich Ernst I.
7. Sophie Wilhelmine (1766 bis 1795), Gräfin und Herrin von Schönburg – geborene Prinzessin von Schönaich-Carolath, erste Ehefrau von Heinrich Ernst II.
8. Ernestine Wilhelmine (1768 bis 1838), Gräfin und Herrin von Schönburg – geborene von Köhler, zweite Ehefrau von Heinrich Ernst II.
9. unbeschrifteter Sarg, vermutlich Ernst Ferdinand Ludwig Heinrich von Schönburg (1800 bis 1868) – Cousin 2. Grades von Heinrich Ernst II.

Graf Heinrich Ernst II. von Schönburg-Rochsburg zählt aufgrund seiner bedeutenden Merino-Schafzucht, welche europaweit Berühmtheit erlangte, und wegen seines ökonomischen Tagebuchs der Jahre 1799–1819 (veröffentlicht 1828) zu den bedeutendsten deutschen Ökonomen des ausgehenden 18. und frühen 19. Jahrhunderts.

## Sanierung der Burg
Mit einer groß angelegten Spendenaktion „Rettet die Rochsburg“ durch den Landesverein Sächsischer Heimatschutz wurde die Anlage 1928 bis 1937 unter Leitung des Dresdner Architekten Otto Rometsch instand gesetzt. 1948 wurde der obere Teil des Pulverturms wegen Baufälligkeit abgetragen und bis 1952 durch das Institut für Denkmalpflege rekonstruiert. Die unmittelbare Umgebung der Rochsburg wurde in diesem Jahr zum Naturschutzgebiet erklärt.
Seit Beginn der 1990er Jahre erfolgte durch den Landkreis Mittelsachsen mit Fördermitteln des Bundes und des Freistaates Sachsen kontinuierlich in einzelnen Bauabschnitten, in Kooperation mit der langjährigen Museums- und Schloßleiterin Silvia Karsch und deren Nachfolgern, die denkmalgerechte Sanierung und Restaurierung des Schlosses: 1992 bis 2016 unter der Leitung des Architekten und Meißner Dombaumeisters Günter Donath: die statisch-konstruktive Sicherung der einsturzgefährdeten Südwehrmauer (1992 bis 1993), es folgten 1992 bis 1999 Bergfried und Turmuhr; 1991 bis 1997 Schlosskapelle, 1996 Altar, Wiedereröffnung der Kapelle 1997; 1998 Nordwehrmauer mit Fachwerkwehrgang; 1998 bis 2007 Kernburg (1998 und 2007 Nordflügel; 2000/2001 Ostflügel mit kleinem Wendelstein und Toranlage; 2002/2003 Westflügel mit Festsaal); die Gewölberäume im Südflügel als modernes Besucherzentrum sowie der Kapellen-Nebenraum mit neuer Besucherführung 2015, weiter 2015 das Portal im historischen Festsaal; 2013 bis 2018 die Gebäude der Vorburg (Wirtschaftshof) mit Pulverturm – dazu die gesamten Dächer und Dachwerke der Burg; 2018 Sakramentshaus in der Schlosskapelle; 2019 das kleine Türmchen am Burgeingang (im Volksmund auch als „Rapunzeltürmchen“ bezeichnet); 2021 bis 2022/23 die Bruchstein-Stützmauer im Nordwehrgang und der darüberliegende Garten; 2023/2024 Bauuntersuchungen und statische Sicherung der Schlossbrücke am Burgeingang; 2025 umfangreiche denkmalpflegerische Untersuchungen im Inneren.

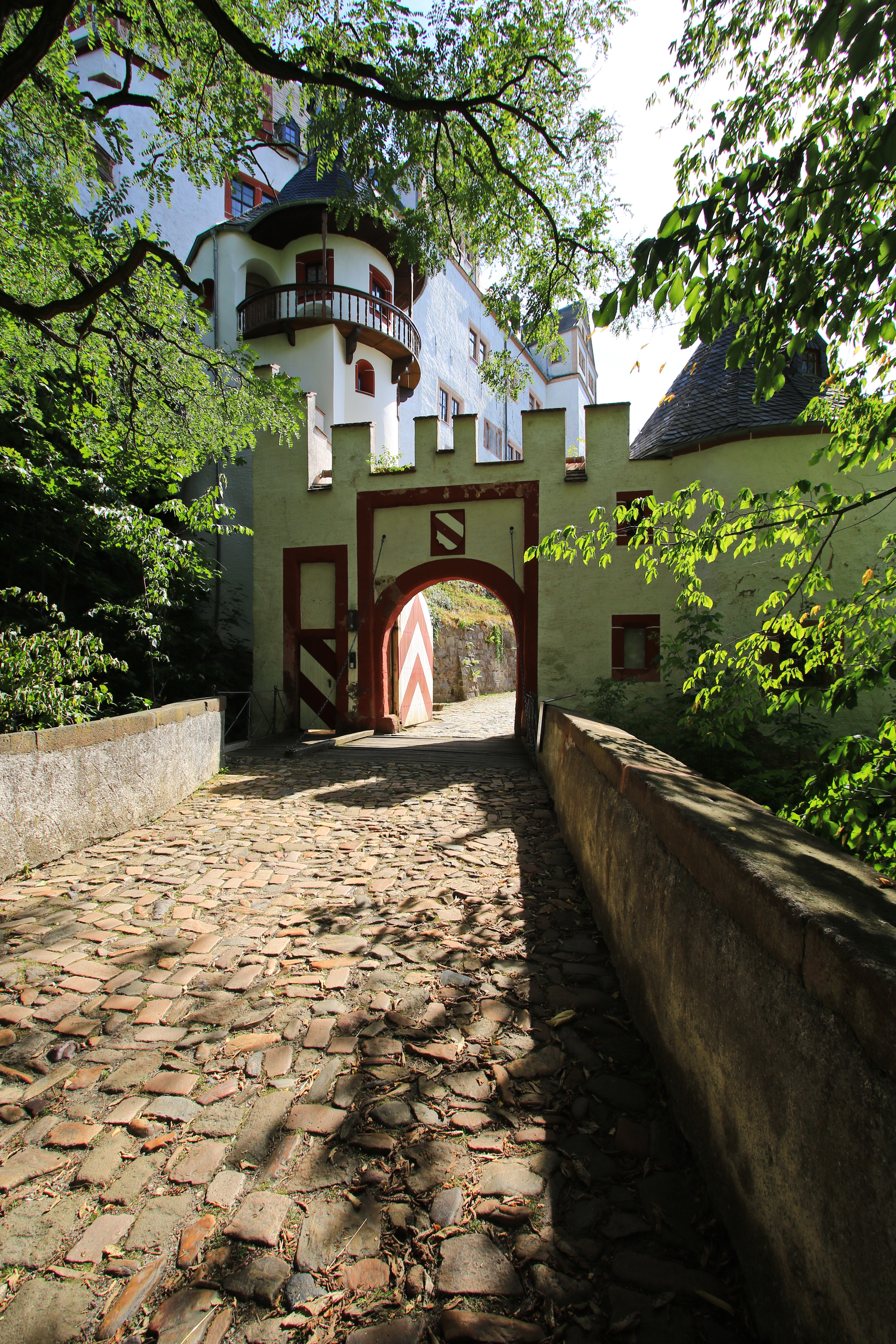
1. (äußeres) Burgtor
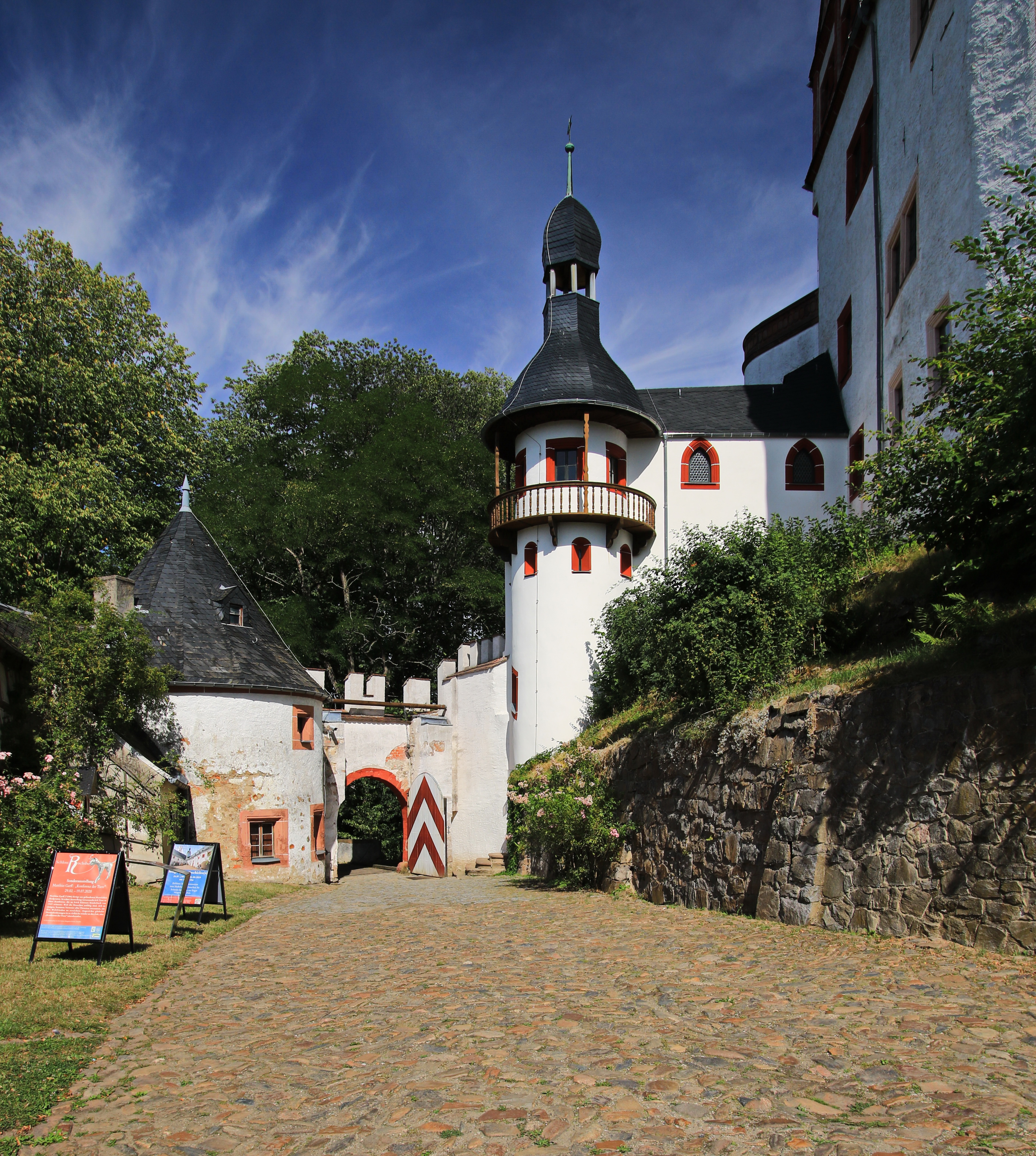
1. Burgtor von Innen
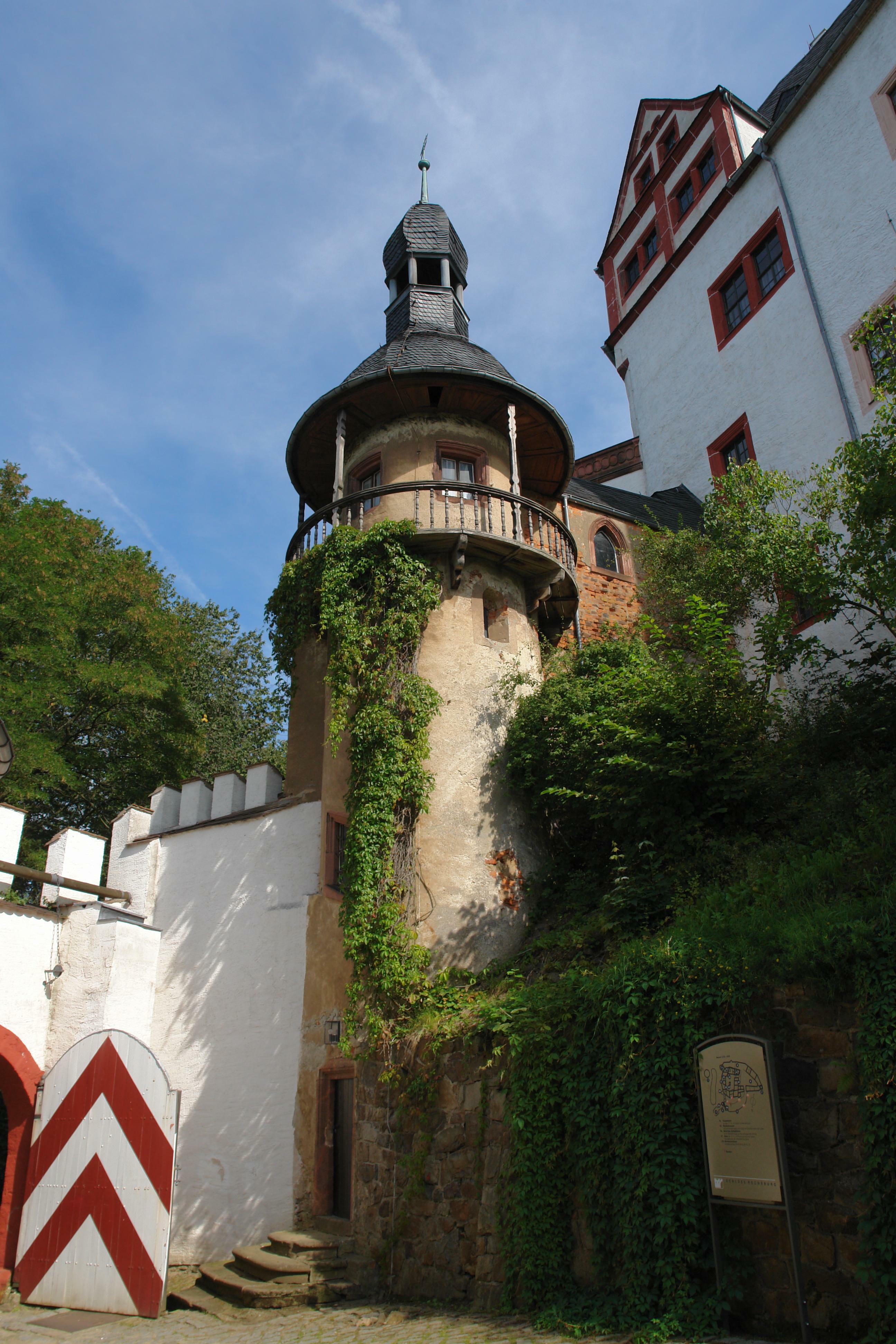
Türmchen vor Sanierung
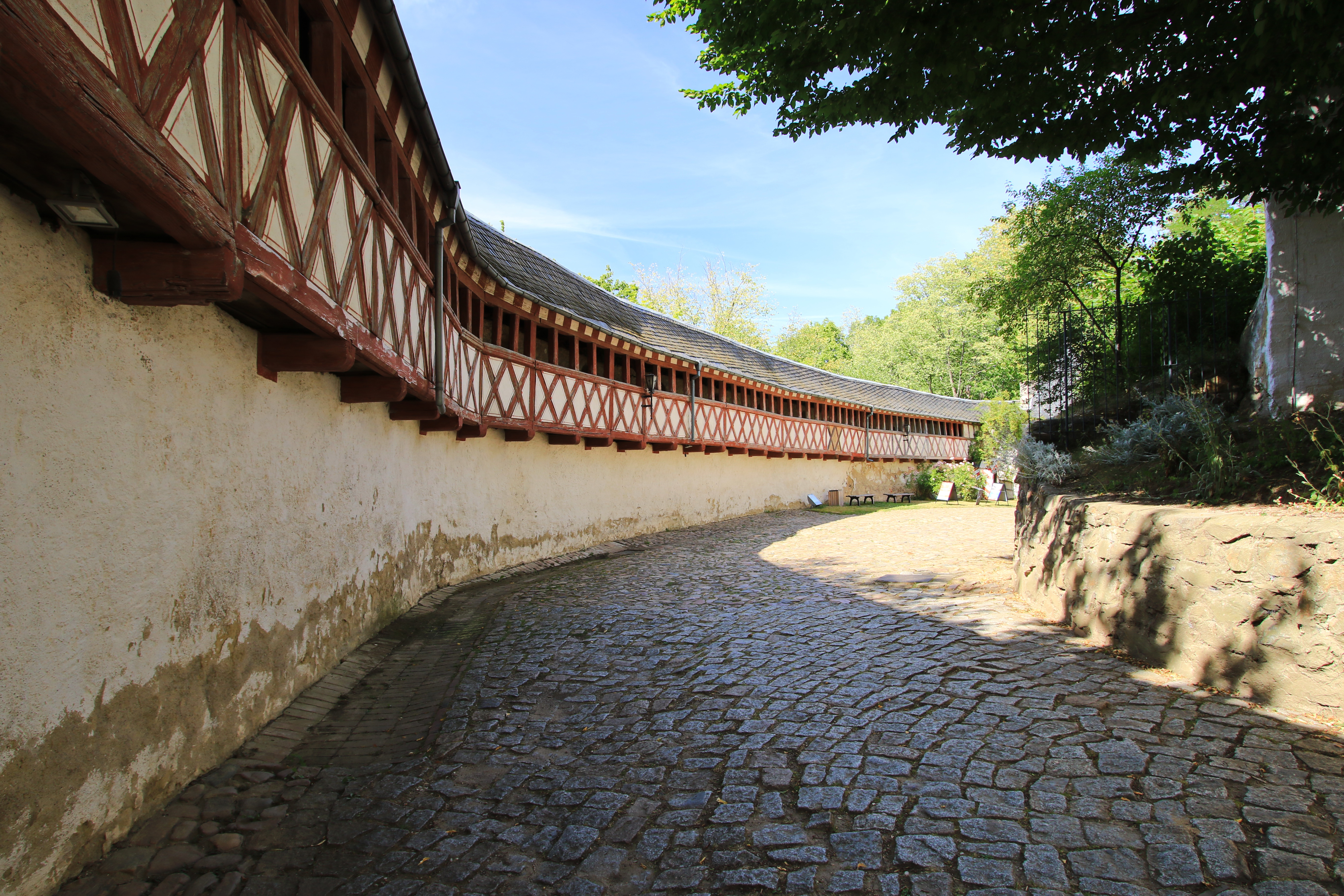
Wehrgang im Nordzwinger
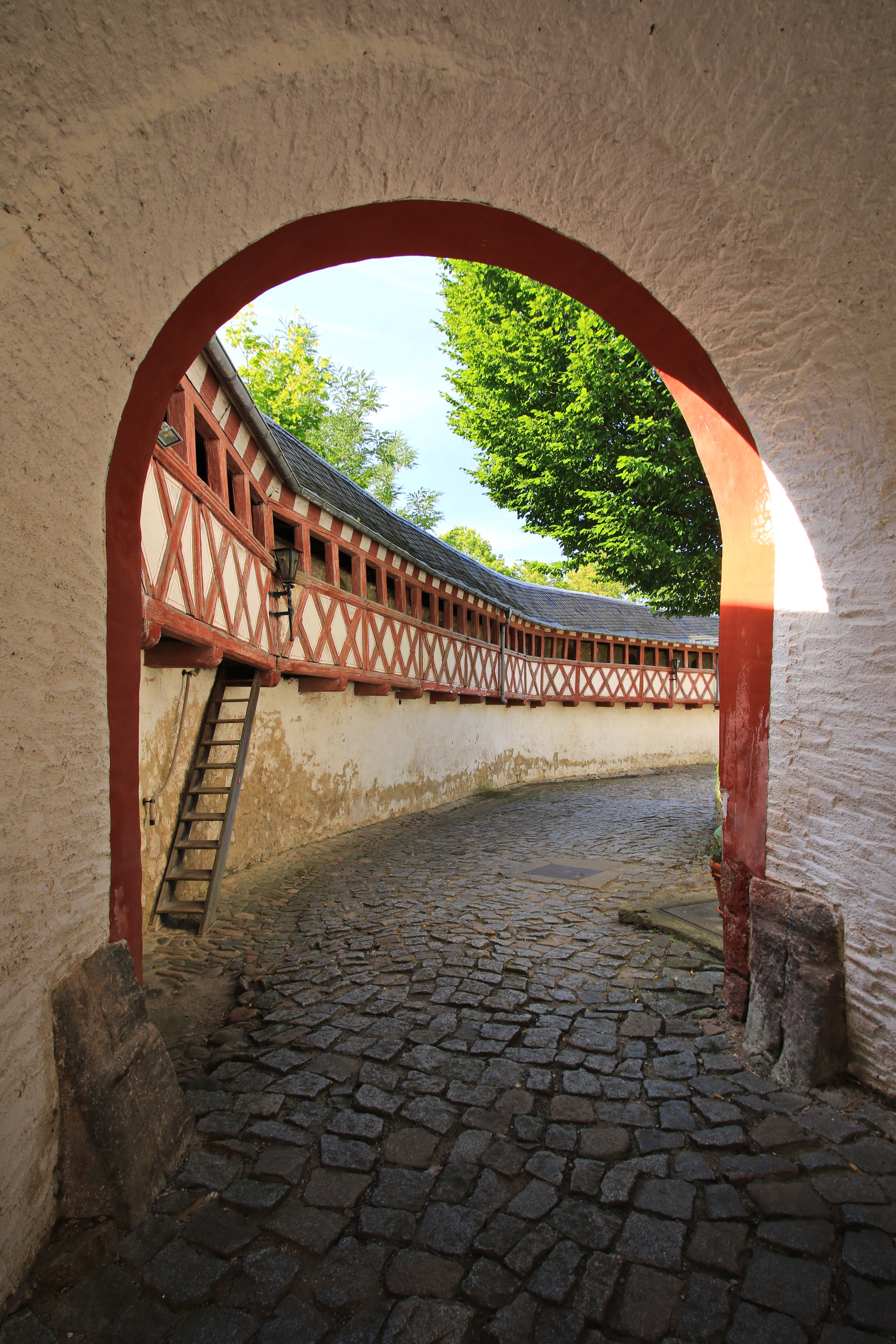
2. Burgtor
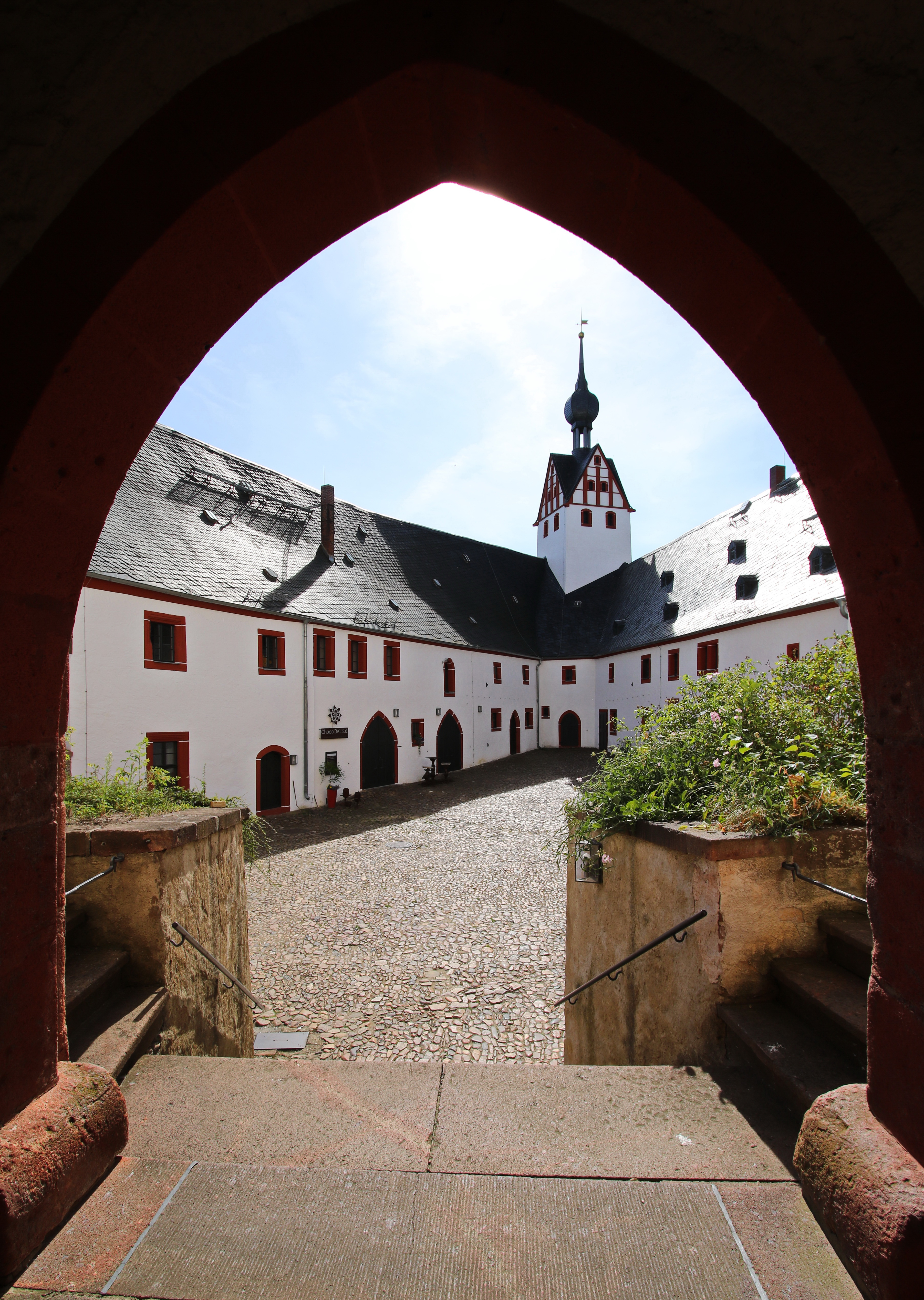
3. Burgtor, Pulverturm
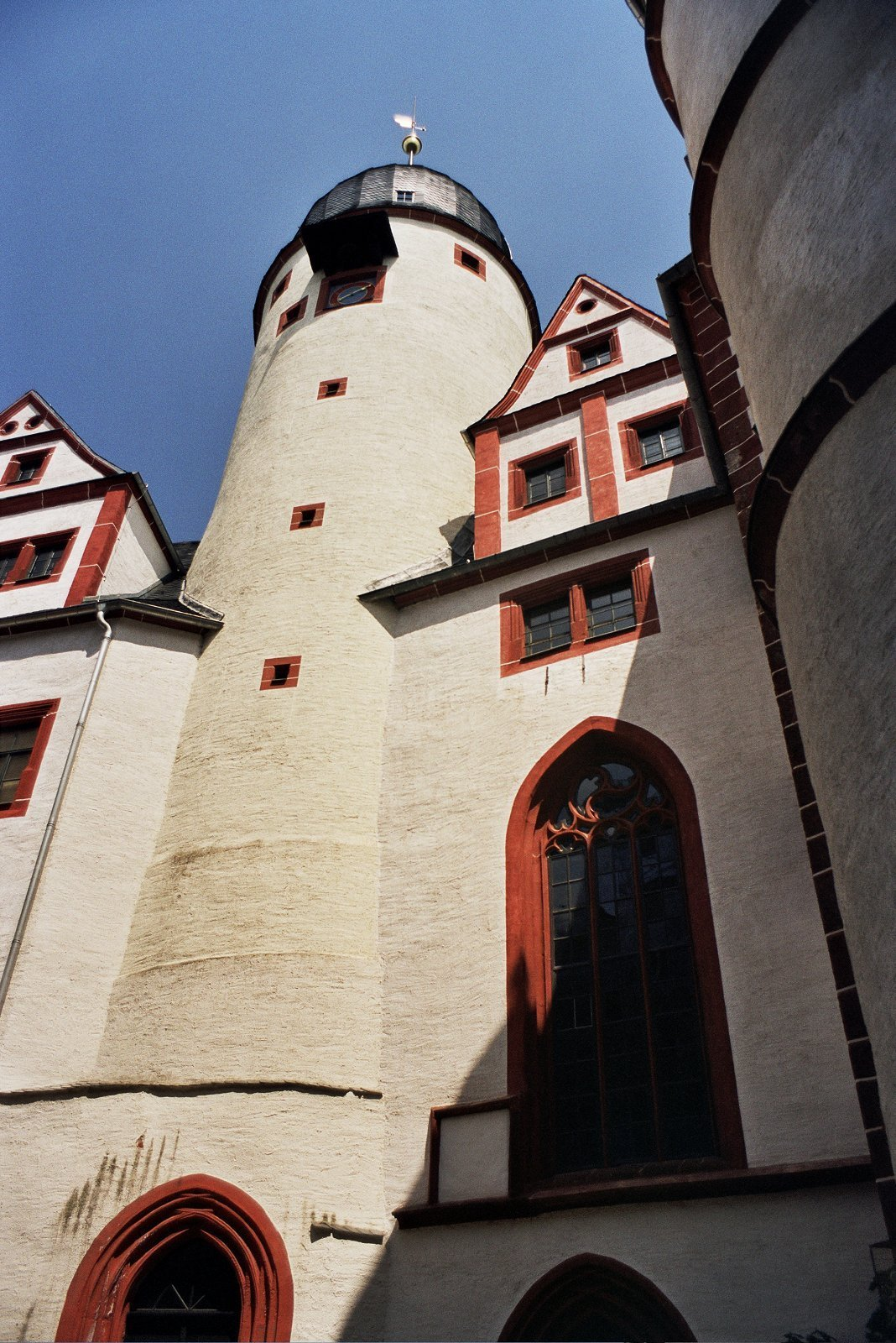
Bergfried und Kapelle
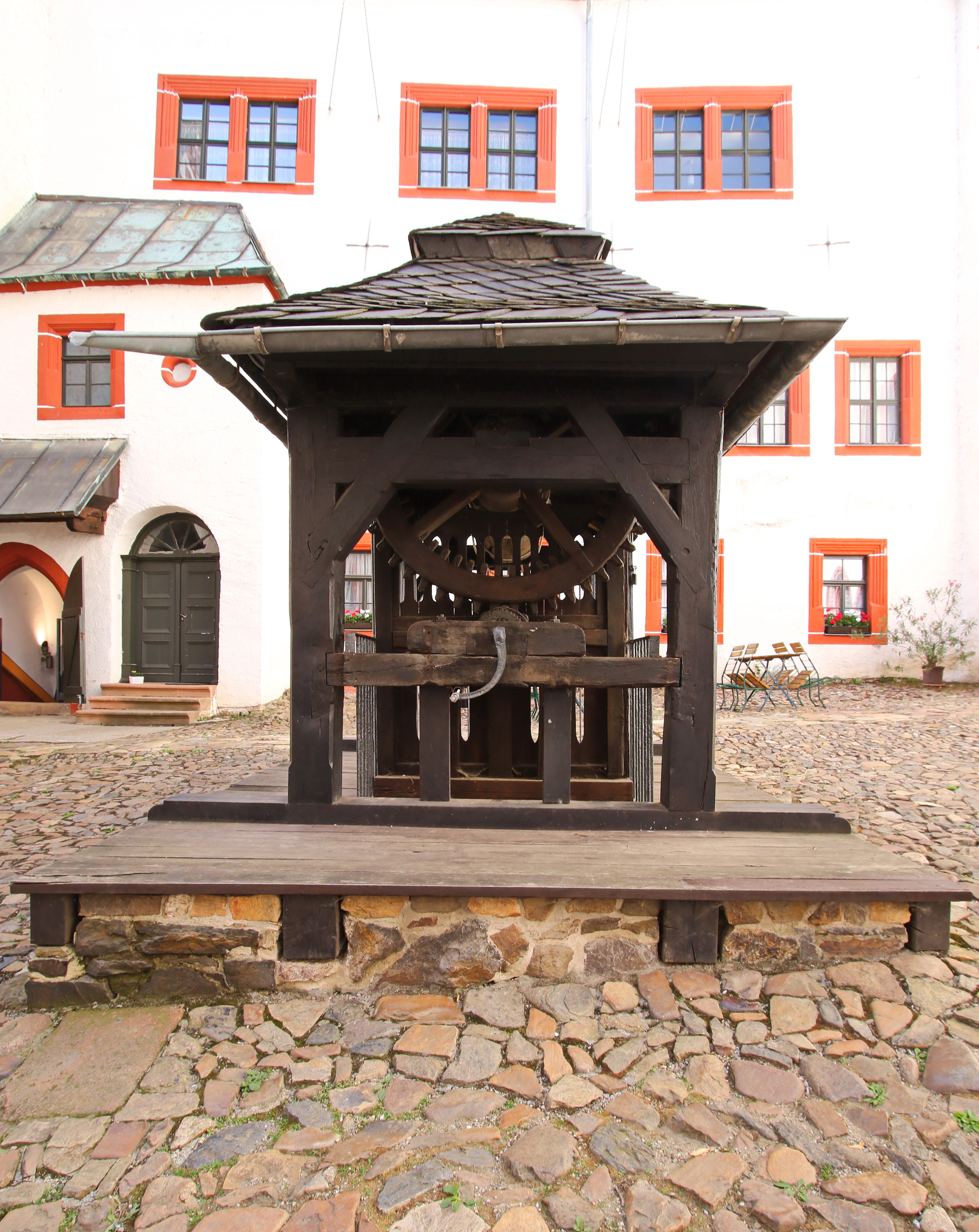
Brunnenhaus im Burghof
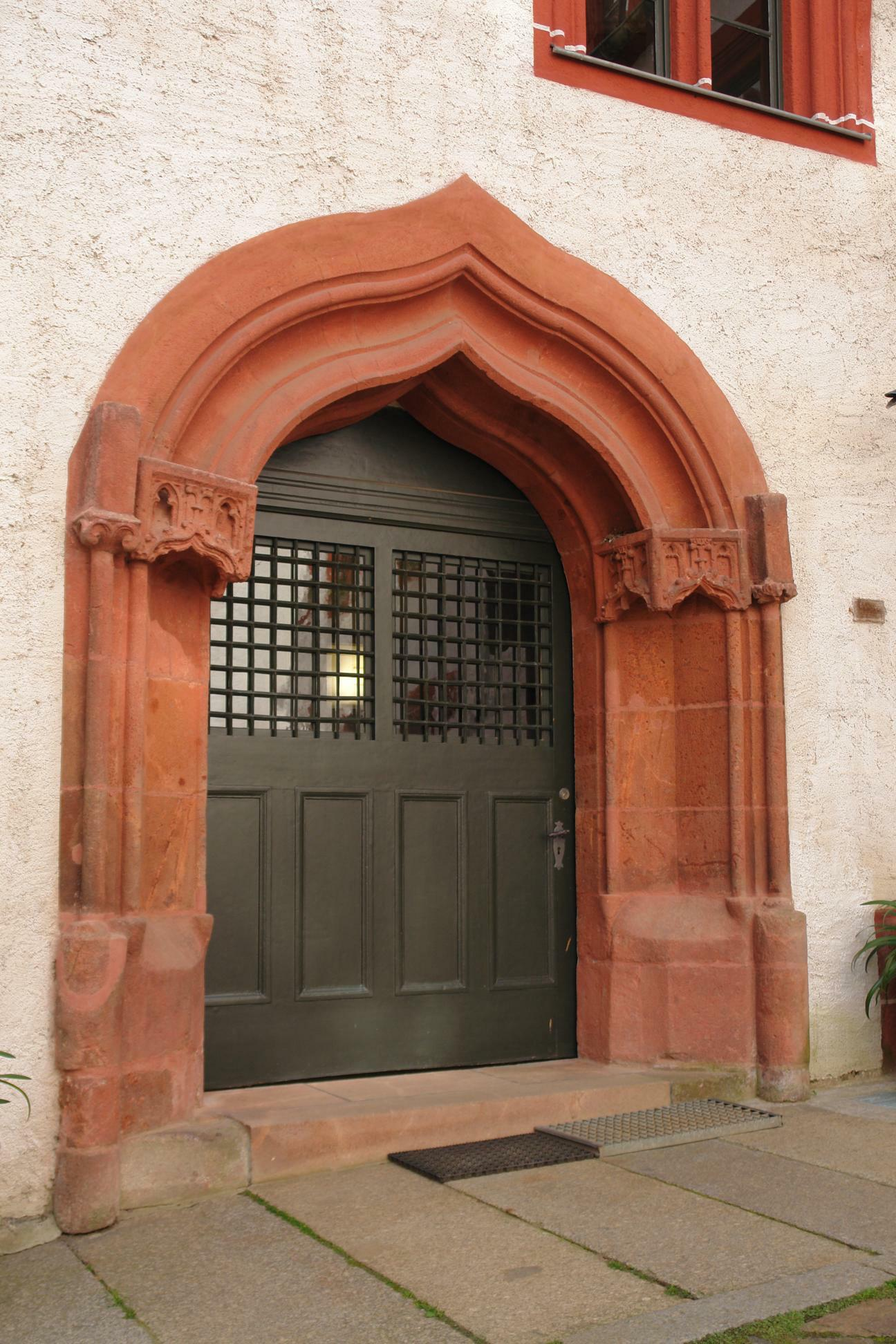
Portal im Burghof

## Museum Schloss Rochsburg
Seit 1911 befindet sich in Schloss Rochsburg ein Museum, das dazu einlädt, die 800-jährige Geschichte der Anlage zu erleben. In fünf repräsentativen Räumen sind historische Möbel, Einrichtungsgegenstände und Gemälde aus der Zeit des 16. bis 19. Jahrhunderts ausgestellt, darunter die Ahnengalerie der Grafen von Schönburg.
In der Dauerausstellung „Leute machen Kleider“ werden 52 ausgewählte Beispiele aus 1000 Jahren Modegeschichte präsentiert. Diese Kostüme wurden zwischen 1996 und 2003 nach historischen Vorbildern von 113 Frauen aus der Region im Rahmen einer vom Arbeitsamt geförderten Beschäftigungsmaßnahme von Hand gefertigt, nachdem die regionale Textilindustrie im Zuge des Strukturwandels starke Einbußen erlitten hatte.
Weitere Ausstellungsräume werden mit wechselnden Sonderausstellungen zu Mode, Kunst, Kunsthandwerk und Geschichte sowie zu Natur- und Umweltthemen bespielt. Über Baustoffe aus der Natur informiert die Ausstellung „Lehm, Schilf, Stein – Werkstoffe nicht nur für Pharaonen“ im Großen Keller.

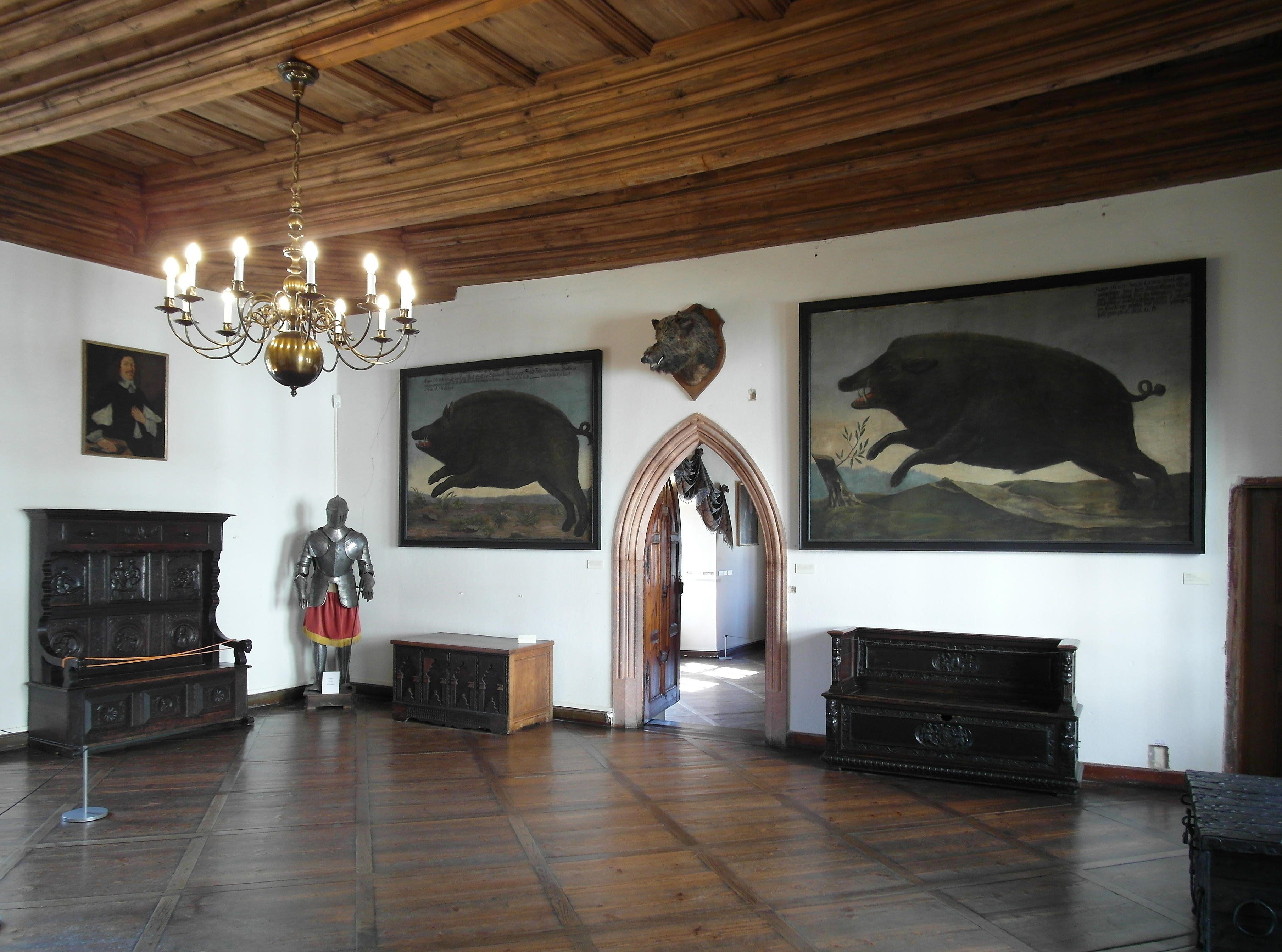
„Herrenzimmer“
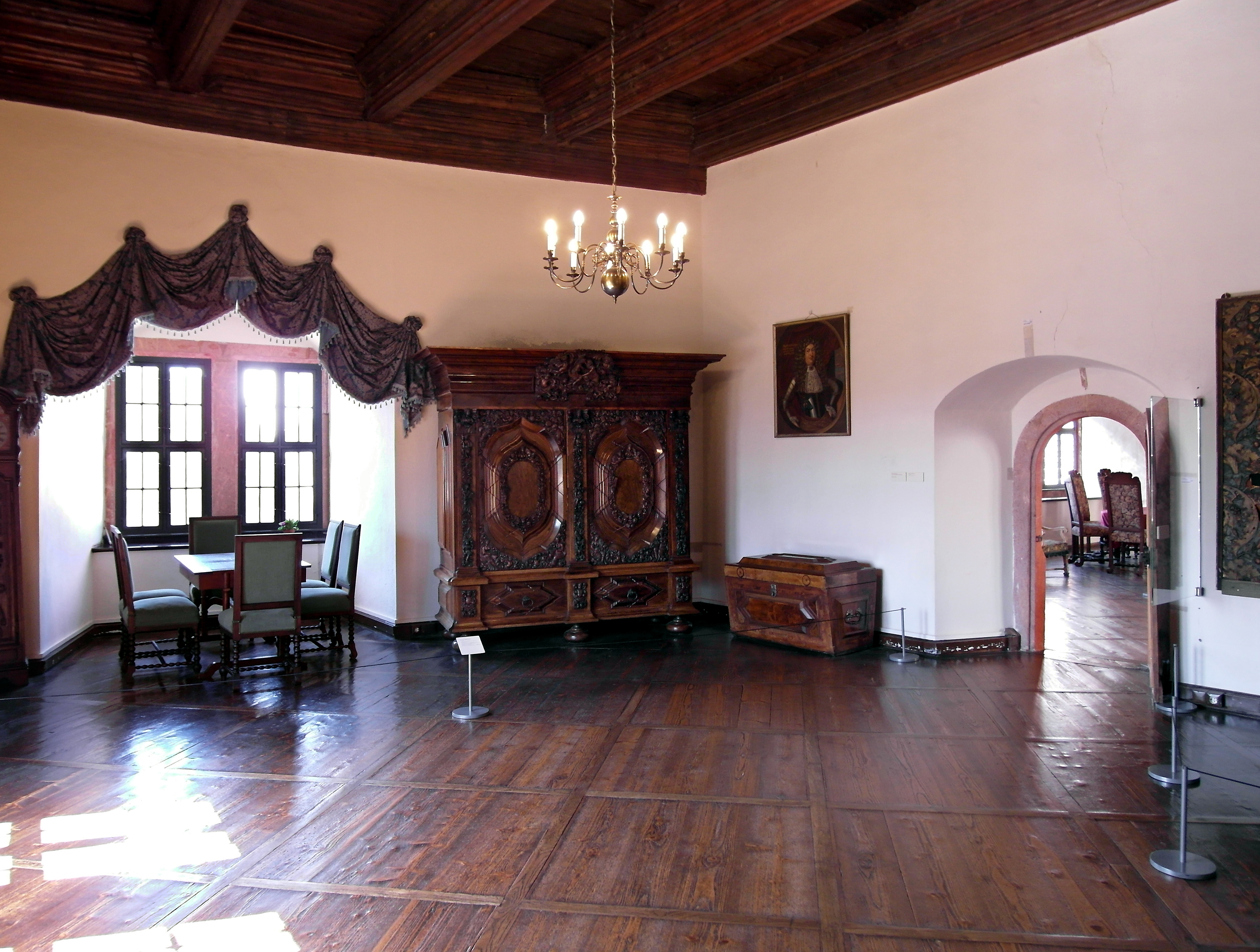
„Salon“
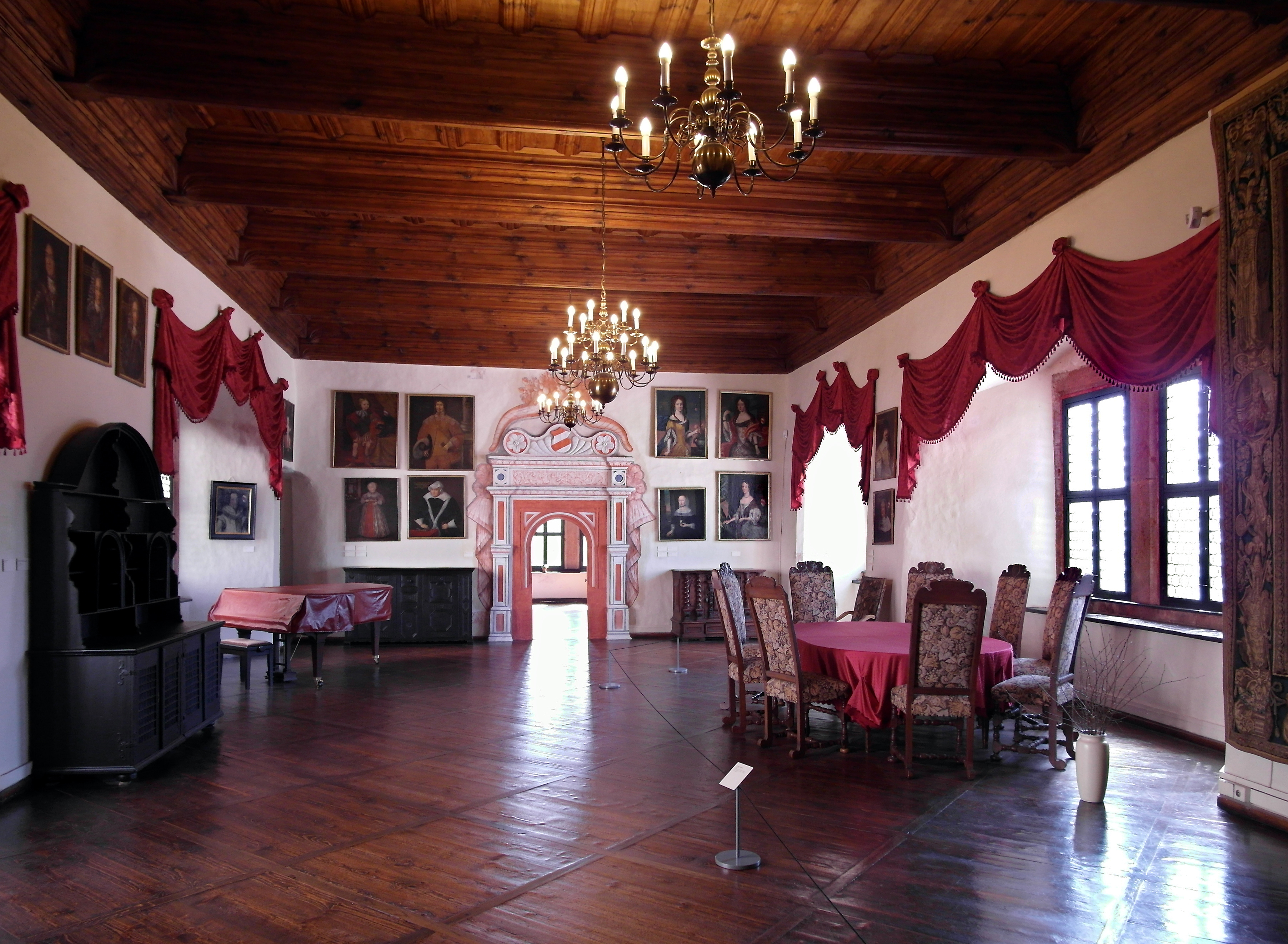
„Festsaal“
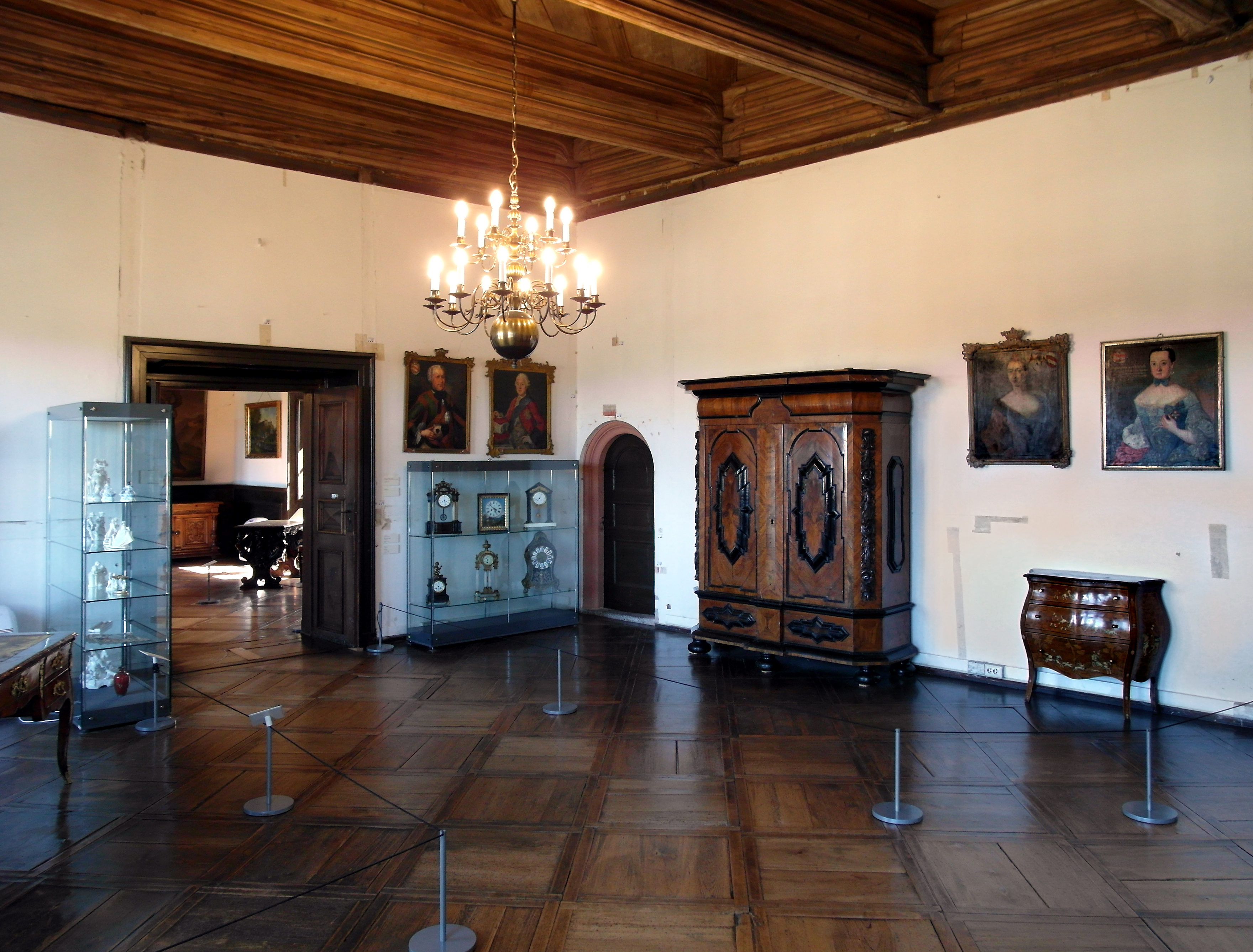
„Rokoko-Saal“
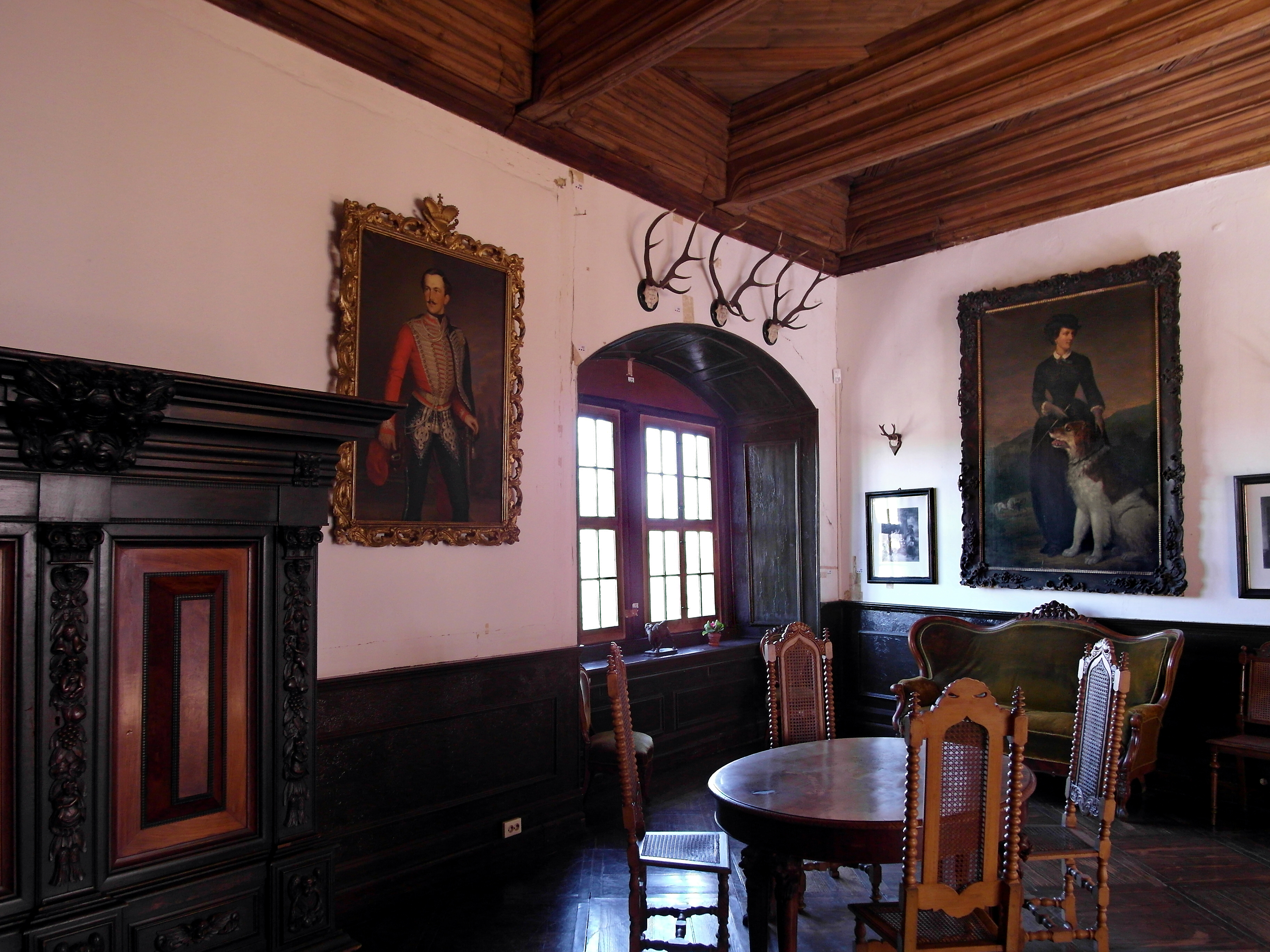
„Gründerzeit-Saal“
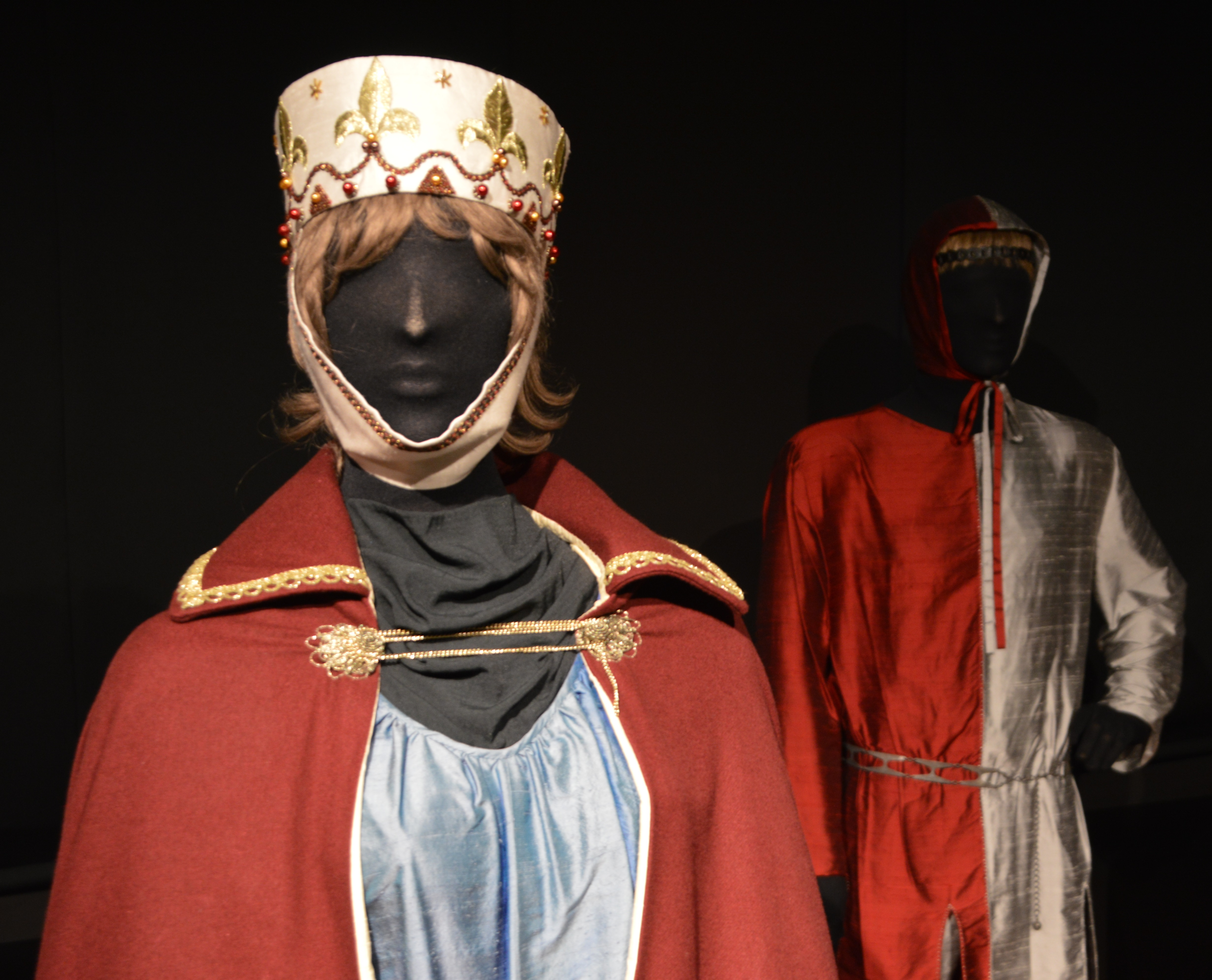
Kostümausstellung Mittelalter

## Veranstaltungen
Auf Schloss Rochsburg finden öffentliche Veranstaltungen und Konzerte statt, darunter von 2017 bis 2019 Mitte Juni die Weißen Nächte; seit 2009 jährlich Ende Juni Folkkonzerte bei der Irischen Nacht; seit 2016 jährlich Anfang August das internationale Chocolate-Festival EuroBean (mit Unterbrechung in den Jahren 2020, 2024 sowie 2025 einmalig in Chemnitz); 2015 bis 2022 Mitte September der Rochsburger Landmarkt; seit 2017 jährlich Anfang Oktober das Campana Festival der Klänge; sowie im Dezember jeweils am 1. Advent seit 2002 ein Weihnachtskonzert und seit 2009 am 4. Advent ein romantischer Adventsmarkt. 2024 wurde erstmals ein Sagenfestival veranstaltet. Im kleinen Festsaal, der als Standesamt fungiert, können Ehen geschlossen werden.

## Ehemaliger Schlossgarten mit dem Lusthaus

### Der Garten
Im östlichen Vorfeld der Rochsburg – noch vor dem Burggraben und von diesem durch einen Wall abgetrennt – befand sich ehemals ein bedeutender Garten in den das schon seinerzeit bestehende etwa 50 Jahre ältere Lusthaus integriert wurde. Seit 1632 war Andreas Hardten als Hofgärtner bei Christian von Schönburg angestellt. Die Idee für den Garten brachte Christian offenbar von einer seiner Reisen durch viele Länder – die ihn u. a. bis in den Orient führten – mit. In seinem Buch „Der Geist- und weltliche Gartenbaw“ (1648) beschreibt Andreas Hardten detailliert den Garten der Rochsburg: Symmetrisch angelegte Blumenparterres umrahmten Heckengänge, die mit Kuppeln, Türmen, Türen und Fenstern versehen waren. Die Parterres waren mit niedrigen Buchsbaumhecken in kleine Bereiche gegliedert, in denen je eine besondere Zierpflanze wuchs. Hardten liebte vor allem Rosen, die er zum Teil auch in Töpfen zog. Von ihm bevorzugte Zierpflanzen waren außerdem Nelken, Lilien, Liebesäpfel, Aronstab, Mandeln, Pfirsiche und Maulbeerbäume.

### Das Lusthaus
Am Rande des Schloßgartens befand sich ein zweigeschossiger, turmartiger Rundbau mit etwa 9 m Außendurchmesser: das Lusthaus. Während in der älteren Literatur das Lusthaus noch auf die Zeit „um 1600“ datiert wurde, belegen die jüngst ermittelten Dendro-Daten der Deckenbalken (1573) und vom Tragwerk der Dachkonstruktion (1574) dass es bereits 1574 für Wolf II. von Schönburg errichtet worden war.

### Zur Idee
Solche Lusthäuser hatten in italienischen Gartenhäusern ihr Vorbild und gehörten im ausgehenden 16. Jahrhundert auch nördlich der Alpen zum festen Bestand eines großen Herrschaftssitzes. Auch wenn es nur zu vorübergehenden Aufenthalt im Sommer eingerichtet war, so entbehrte es nicht einer gewissen Repräsentanz. Es scheint so, dass man in diesen Turmhäusern auch nächtigen konnte. Die Idee seiner Errichtung folgte den Bildungsidealen der Renaissance: im Vordergrund stand die Aneignung von Wissen durch Studium der Natur und ihrer Veränderung z. B. im Laufe der Jahreszeiten – hier inmitten eines eigens dafür angelegten Gartens. Um das Lusthaus zu erreichen, bedurfte es einer Ortsveränderung: man ging (oder fuhr) die kurze Wegstrecke vom Schloß – dieses gleichsam hinter sich lassend – zum Hort der humanistischen Bildung.

### Zur Baugeschichte und Architektur
Das Rochsburger Lusthaus besitzt eine Höhe von 15,0 m bis zur Spitze der geschweiften „welschen Haube“, die mit einer Wetterfahne verziert ist. Die konstruktive Durchbildung des Mauerwerks, die Werkform des Dachstuhls und die Profile der aus Rochlitzer Porphyrtuff gearbeiteten Gewände weisen es als einen Bau der Renaissance aus. Im Erdgeschoss befand sich ursprünglich der so genannte „Grottenraum“, in dem man sich ganz introvertiert in seine Gedankenwelt versenken konnte. Darüber – im Obergeschoss – befindet sich der lichtdurchflutete Garten- oder Sommersaal. Die heitere Architektur der inneren Wandfläche wird durch eine Reihung von Blendbögen und Pilastern gebildet, die wiederum die Wandflächen mit den Fenstern und Türen rahmen. An den Pilastern waren Wandblaker zur Beleuchtung befestigt und mit Wandmalereien des Dresdner Hofmalers Heinrich Göding (1531–1606) war der Raum kostbar ausgeziert. Das in den Jahrzehnten der Verwahrlosung des Lusthauses eindringende Regenwasser hat viel davon zerstört; an erhaltenen Resten erkennt man jedoch in gleicher künstlerischer Handschrift gemalte Turnierszenen, Rankenmalerei oder Grotesken, so wie sie einst auch die Fassaden am Stallhof (Dresden) in Dresden schmückten.
Den Gartensaal erreicht man über eine im Viertelkreis um den Bau herumgeführte Außentreppe; er ist außen von einer Galerie umgeben, von der aus man einen herrlichen Ausblick auf das benachbarte Schloß, die Mulde und den Garten genießen konnte. Man kann sich vorstellen, dass von dort Musik erklang, während die Herrschaft im Garten lustwandelte.
Vor 1945 wurden zwei größere Umbaumaßnahmen am Lusthaus durchgeführt: 1620/21 unter Johann Georg von Schönburg wurde es renoviert. Er zog eine Holzbalkendecke aus zwei parallel geführten und sich mittig kreuzenden, schiffskehlenverzierten Balken ein und ließ im Erdgeschoss ein andernorts geborgenes Portal einfügen, das an der Achse der im Zuge der Gartengestaltung angelegten Kastanienallee orientiert war. Seinen Umbau dokumentierte er durch einen Wappenstein mit den Initialen HGHVS, der über der oberen Umgangstür angebracht wurde. 1892 wurden wiederum größere Umbaumaßnahmen durchgeführt, die sich bis in die Veränderung der Dachform auswirkten. Um glatte Wandflächen zu erhalten, wurden alle Mauerwerksnischen im Erdgeschoss zugesetzt und verputzt und über alles eine neue Ausmalung geführt; sie ist in einer Zierleiste datiert und signiert: Arthur Kroll 1892 15./8. An der Decke prangte das Wappen des Hauses Schönburg in einem kaiserlichen Doppeladler.
Im Zuge der Bodenreform-Enteignung des Gräflich-Schönburgischen Besitzes wurde der Garten mit dem Lusthaus parzelliert und an verschiedene Nutzer, wie z. B. an eine Gärtnerei, übertragen, die im Laufe der Zeit das Areal überbauten und veränderten. Vom Garten blieb bis auf wenige Relikte wie die das Parterre begrenzenden hohen Stützmauern praktisch nichts erhalten. Am Ende der DDR-Zeit konnte man die Ausmaße und Gliederung der Anlage nur noch erahnen. Nach einer Notsicherung Anfang der 1950er Jahre verfiel der Bau zusehends; nach 1990 schien der Einsturz des Turmes nur noch eine Frage der Zeit zu sein, nachdem durch Hausschwammbefall alle Balkenköpfe der Renaissancedecke und das Sparrenauflager des Dachwerks weggefault war. 2002 kam das Lusthaus aus Treuhand- in Privatbesitz, so dass 2003 die statisch-konstruktive Sicherung und behutsame denkmalgerechte Erneuerung des kunstgeschichtlich bedeutenden Renaissance-Gebäudes, von dem sich in Sachsen nur noch wenige dieser Art erhalten haben, erfolgen konnte.
Eine kleine Gartenanlage bettet das Lusthaus wieder in das große Areal ein – „….einem irdischen Paradeiß zu vergleichen…“.

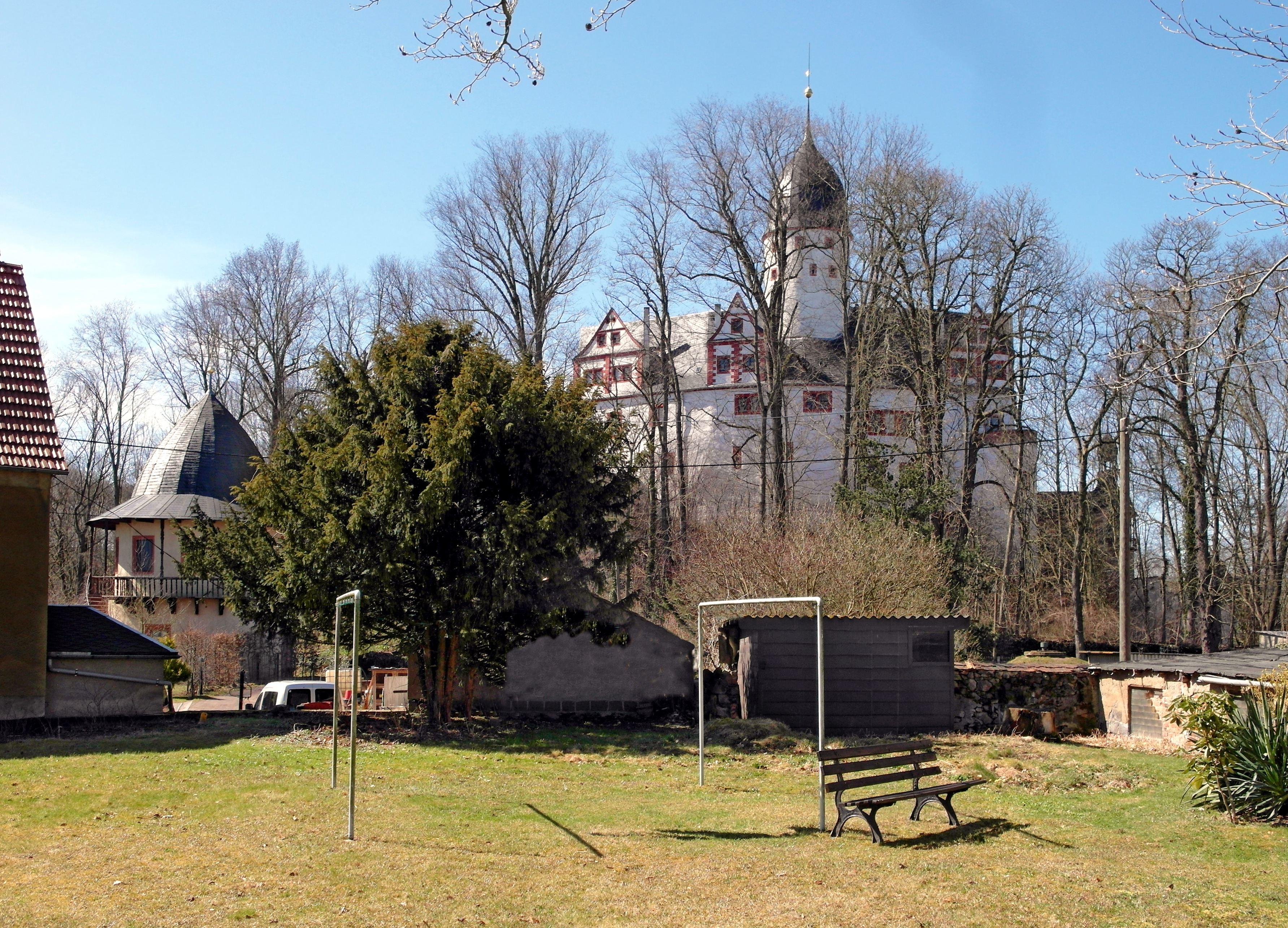
Ostseite des Schlosses mit dem Lusthaus
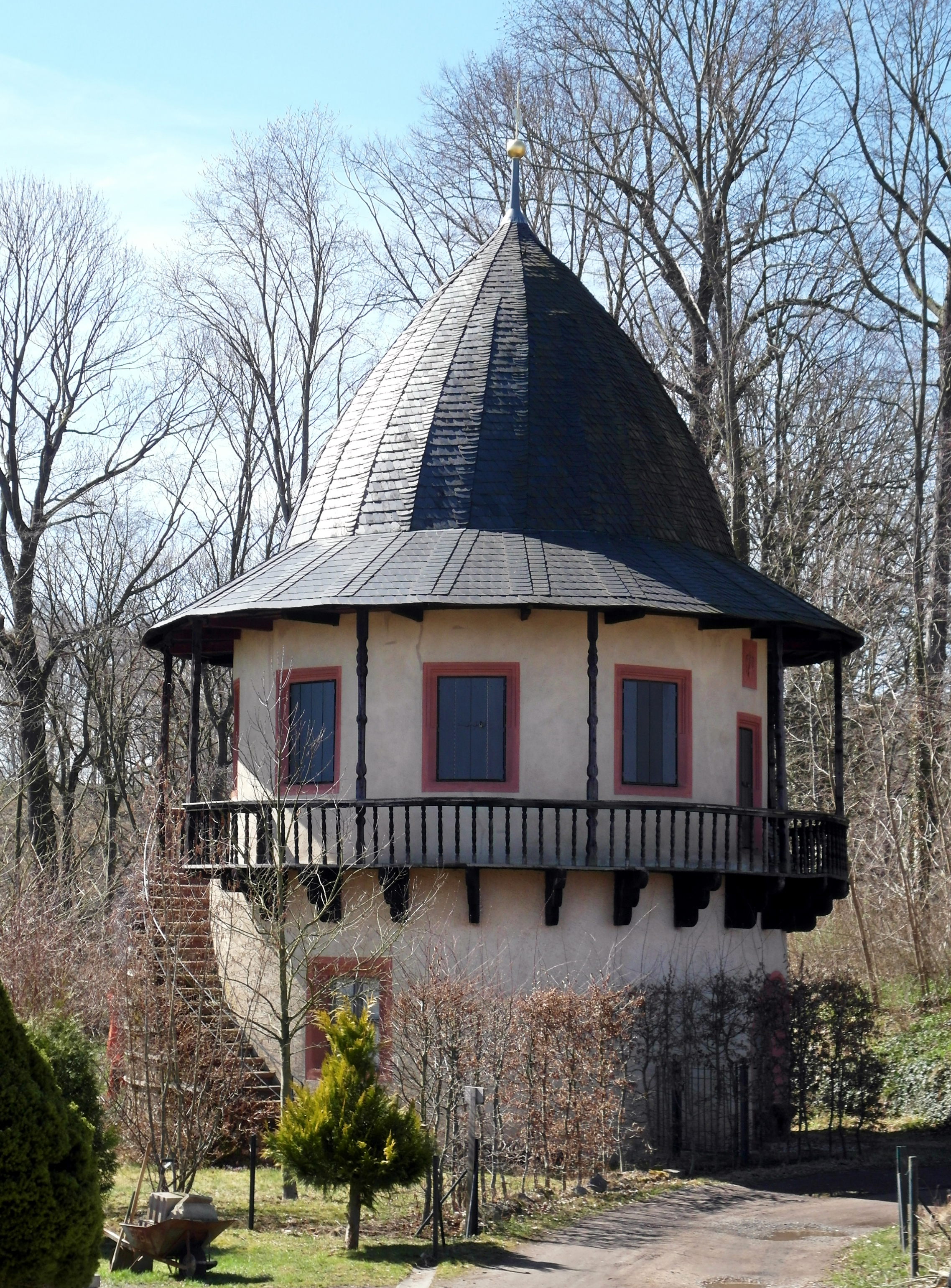
Ost-Ansicht des Renaissance-Lusthauses (1574), 2018
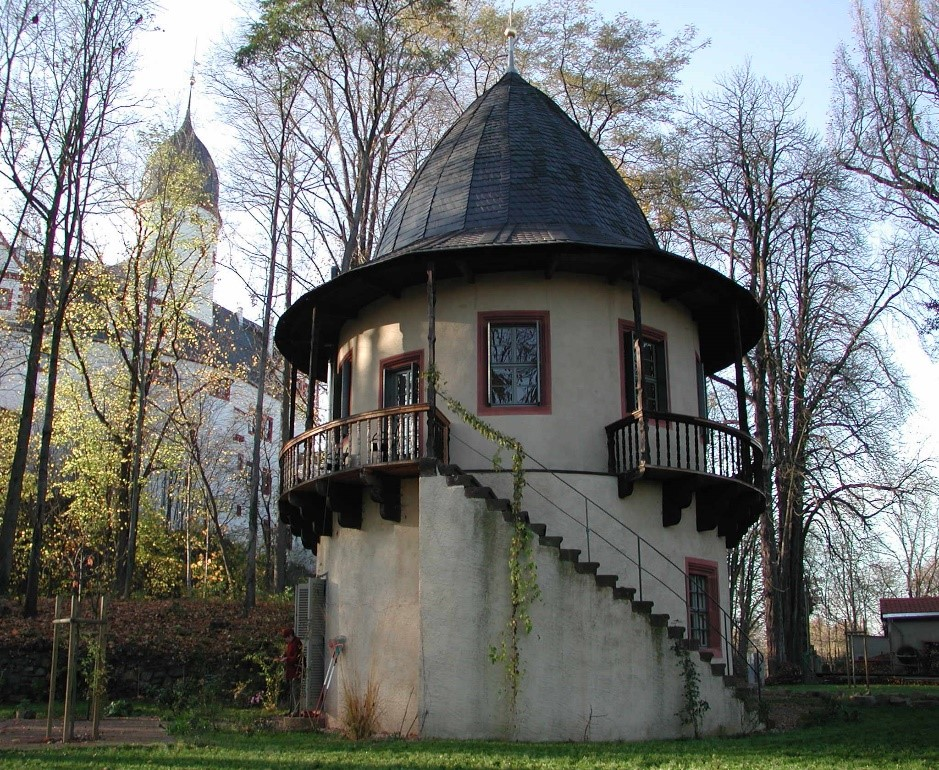
Ansicht von Süd-Ost
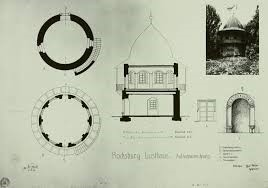
Bauakte mit Grundriss und Aufriss des Lusthauses
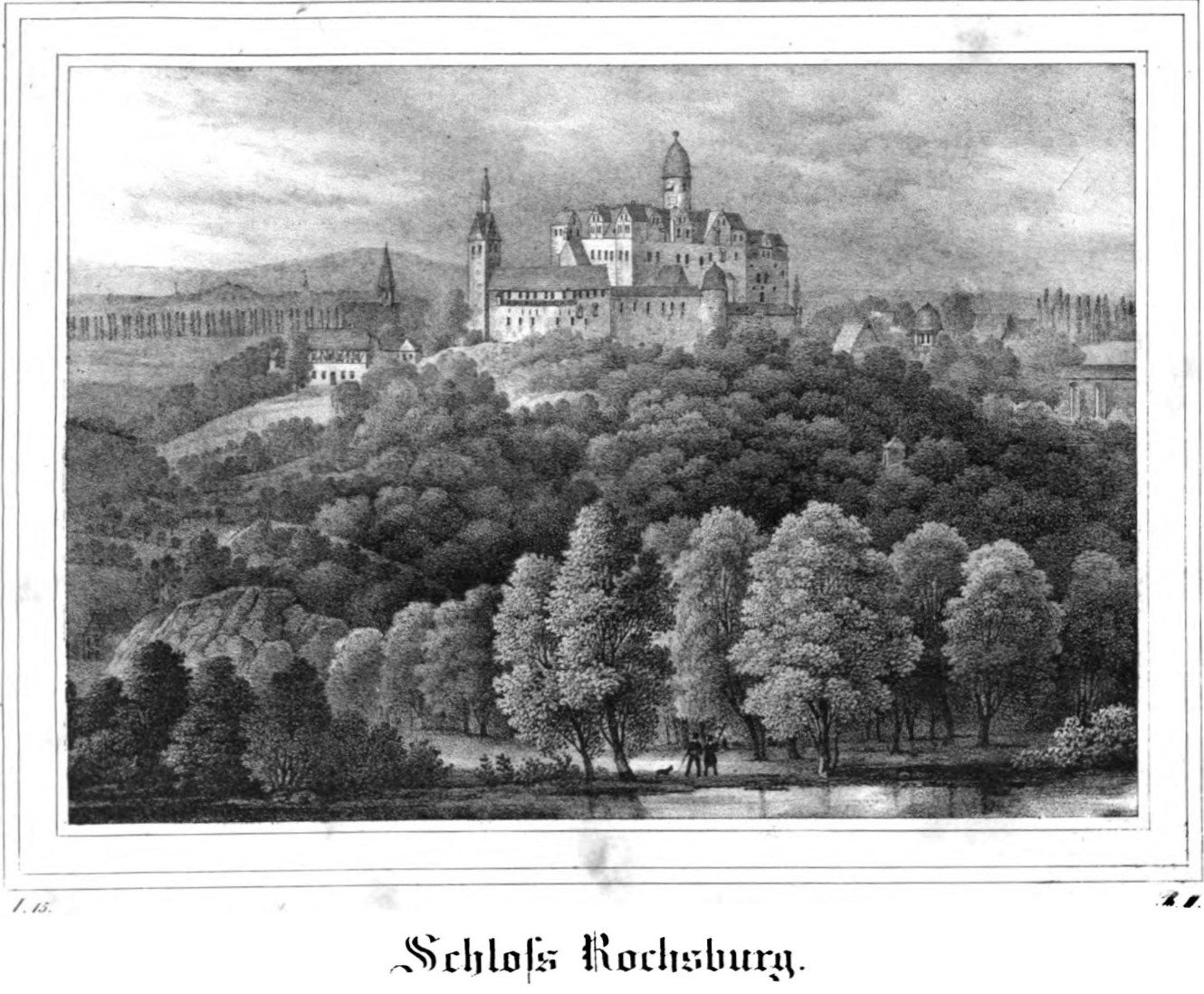
hist. Ansicht (1835), rechts das Lusthaus